# Apollo–15
Találd ki mit találtunk! Találd ki mit találtunk! Azt hiszem megtaláltuk, amiért jöttünk!
Az Apollo–15 az Apollo-program kilencedik repülése volt, egyben a negyedik olyan, amelynek során űrhajósok szálltak le a Holdra. Dave Scott parancsnok és Jim Irwin holdkomppilóta a küldetés 13 napos idejéből három napot tartózkodott a holdfelszínen, négy holdsétát végezve.
Az Apollo–15 már J típusú repülésként jutott a Holdra, amely hosszabb tartózkodási időt, bővített műszerkészletet és tudományos programot jelentett. Az űrhajó 1971. július 26-án indult, a parancsnok David R. Scott, a parancsnoki modul pilótája Alfred M. Worden és a holdkomp pilótája James B. Irwin volt. Az expedíció célkitűzése a program első három repülésén már megkezdett tudományos kutatómunka folytatása, új vizsgálatok végrehajtása volt. A részletes kutatómunka érdekében a holdkompot több készlet szállítására tették alkalmassá, hogy a Holdon való tartózkodást 68 órára növelhessék.
Az Apollo–15 legnagyobb újítása az első holdjáró (holdautó) feljuttatása és használata volt, amely megkönnyítette az űrhajósok munkáját. A holdautóval 27,9 km-es utat tettek meg, de alkalmas lett volna 60 km megtételére is, azonban biztonsági okokból a holdkomptól sohasem távolodtak el 7 km-nél messzebbre vele. A holdjáró tervezését a magyar származású Pavlics Ferenc vezette mérnökcsoport végezte. Az asztronauták már az újabb típusú, főként a holdjáró szabta követelmények miatt áttervezett, a mozgást megkönnyítő űrruhában repültek. Újdonságként a program keretében először Scotték juttattak ember irányította űrhajóról indított szondát Hold körüli pályára, amely a gravitációs teret és a napszelet vizsgálta.
Az űrhajósok felállították a harmadik ALSEP (Apollo Lunar Surface Experiment Package) mérőállomást, és megteremtették az összeköttetést a Földdel, kezdetét vette a korábban felállított ALSEP állomásokkal együtt a Hold távolságának három pontos lézerbemérése a Földről, ezen kívül a három felszíni holdséta alatt összesen 77 kilogrammnyi holdkőzetet és talajmintát gyűjtöttek.

## Személyzet
| Beosztás                 | Űrhajós                     | Űrhajós                     |
| ------------------------ | --------------------------- | --------------------------- |
| Parancsnok               | David Scott (3) űrrepülés   | David Scott (3) űrrepülés   |
| Parancsnokiegység-pilóta | Alfred Worden (1) űrrepülés | Alfred Worden (1) űrrepülés |
| Holdkomppilóta           | James Irwin (1) űrrepülés   | James Irwin (1) űrrepülés   |

### Tartalék személyzet
| Beosztás                 | Űrhajós                        | Űrhajós                        |
| ------------------------ | ------------------------------ | ------------------------------ |
| Parancsnok               | Dick Gordon (2) űrrepülés      | Dick Gordon (2) űrrepülés      |
| Parancsnokiegység-pilóta | Vance Brand (4) űrrepülés      | Vance Brand (4) űrrepülés      |
| Holdkomppilóta           | Harrison Schmitt (1) űrrepülés | Harrison Schmitt (1) űrrepülés |

(zárójelben az űrhajósok által elvégzett űrrepülések száma, beleértve ezt a missziót is)

### Kapcsolattartó személyzet
- Joe Allen
- Bob Parker
- Karl Henize

## Előzmények

### Az Apollo-program átalakulása
A holdprogram érdemi része egy új elnöki adminisztráció szolgálati idejére esett – ráadásul az új elnök más párt képviseletében vette át a hatalmat – és az USA-ban kialakult klasszikus politikai váltógazdálkodás szerint ilyenkor minden nagy kormányzati programot felülvizsgáltak. Mivel az Apollo-program az idő tájt a legnagyobb ilyen program volt, nem kerülhette el a sorsát. Az új elnök, Richard Nixon ellenségesen viszonyult minden olyan ügyhöz, amely a néhai John F. Kennedy keze nyomát viselte (emlékeztetőül: Kennedy éppen Nixont legyőzve lett az Egyesült Államok elnöke az 1960-as elnökválasztáson), ezért az Apollót is rossz szemmel nézte. Persze az is erős érv volt az Apollo ellen, hogy túl sokba került, és a vietnámi háború gigantikus költségei mellett egy másik kivételesen drága programot már nem tudott finanszírozni az amerikai gazdaság.
Nixon úgy döntött, hogy amennyire csak lehet, lerövidíti az Apollo-programot. Az eredetileg tervezett tíz útból – amelyből öt gyalogos (G és H típusú) és öt holdjárós küldetés lett volna –, a korábban a Skylab-programhoz szükséges Saturn V átvezénylése miatt törölt utolsó expedíció mellett még két további utat töröltetett a szenátus költségvetési bizottságával. A törölt két út az eredeti Apollo–15 és -19 volt, azaz az utolsó H típusú gyalogos és az utolsó J típusú holdjárós küldetés volt, de lényegében a két utolsó holdjárós út esett áldozatul, hiszen az eredetileg tervezett öt ilyen helyett végül csak háromra került sor. Ennek a döntésnek az Apollo–15-re gyakorolt hatása annyi volt, hogy a korábban gyalogosnak tervezett expedíció a repülés előtt egy évvel átalakult az első J típusú küldetéssé. Ennek jegyében a már az első roveres küldetésre tréningező John Young és Charles Duke párostól Dave Scott és Jim Irwin vette át a Rover földi nyúzópróbáját, és végül az ő javaslataik alapján fejeződött be a holdjáró végső kialakítása.

### Hardverfejlesztések

#### Holdjáró
A NASA a holdexpedíciókat két nagyobb fejlődési lépcsővel tervezte, előbb gyalogos küldetésekkel, majd valamilyen járművel, nagy mozgási szabadsággal támogatott expedíciókkal. Többféle elképzelés is volt valamilyen holdjárműre: volt repülő, valamint kerekeken guruló elképzelés is, de a megvalósítási tanulmányok eredményeként az autó jellegű, kerekes eszköz lett a befutó. Ez főként a korábbi tapasztalatoknak volt köszönhető, mivel a NASA egy MOLAB nevű kísérleti járművel már szerzett pozitív tapasztalatokat, míg a holdkomp vezetésének gyakorlására épített edzőgéppel (azaz egy repülő eszköz alapjául szolgáló technológiai kísérlettel) sok negatív tapasztalat gyűlt össze, ez alkalmatlannak látszott egyéni járműnek. A járműfajta kiválasztását követően a Boeing fővállalkozásában és a General Motors egyik leányvállalatának fő beszállítói közreműködésével kifejlesztettek egy elektromos hajtású holdjárót, a geológiai kutatómunka megkönnyítésére. A General Motors tervezőcsapatát Pavlics Ferenc magyar származású mérnök vezette.
A holdjármű egy rendkívül könnyű, de nagy terhelést elviselő szerkezetű négykerekű eszköz volt. Minden kerekét külön elektromotor hajtotta, első és hátsó kerék kormányzást alkalmaztak nála (ezt lehetett egyszerre is használni, vagy ki is lehetett kapcsolni, és csak az első, vagy csak a hátsó tengely kormányzásával haladni). A terepjáró képesség érdekében az abroncsokat titánhálóból készítették, valamint az autó hasmagasságát magasra emelték. Kormányzását botkormány rendszerű kormánnyal végezhette el a bal oldali ülésben helyet foglaló űrhajós (a szokásjog szerint a parancsnok). A holdkompon való szállításhoz az alvázat és a futóműveket összehajtogathatóra tervezték, és rugós mechanizmusok segítették a széthajtogatást, hogy a holdfelszínen az űrhajósoknak minél kevesebb dolguk legyen a jármű üzembe helyezésével.

#### SIM műszerrekesz

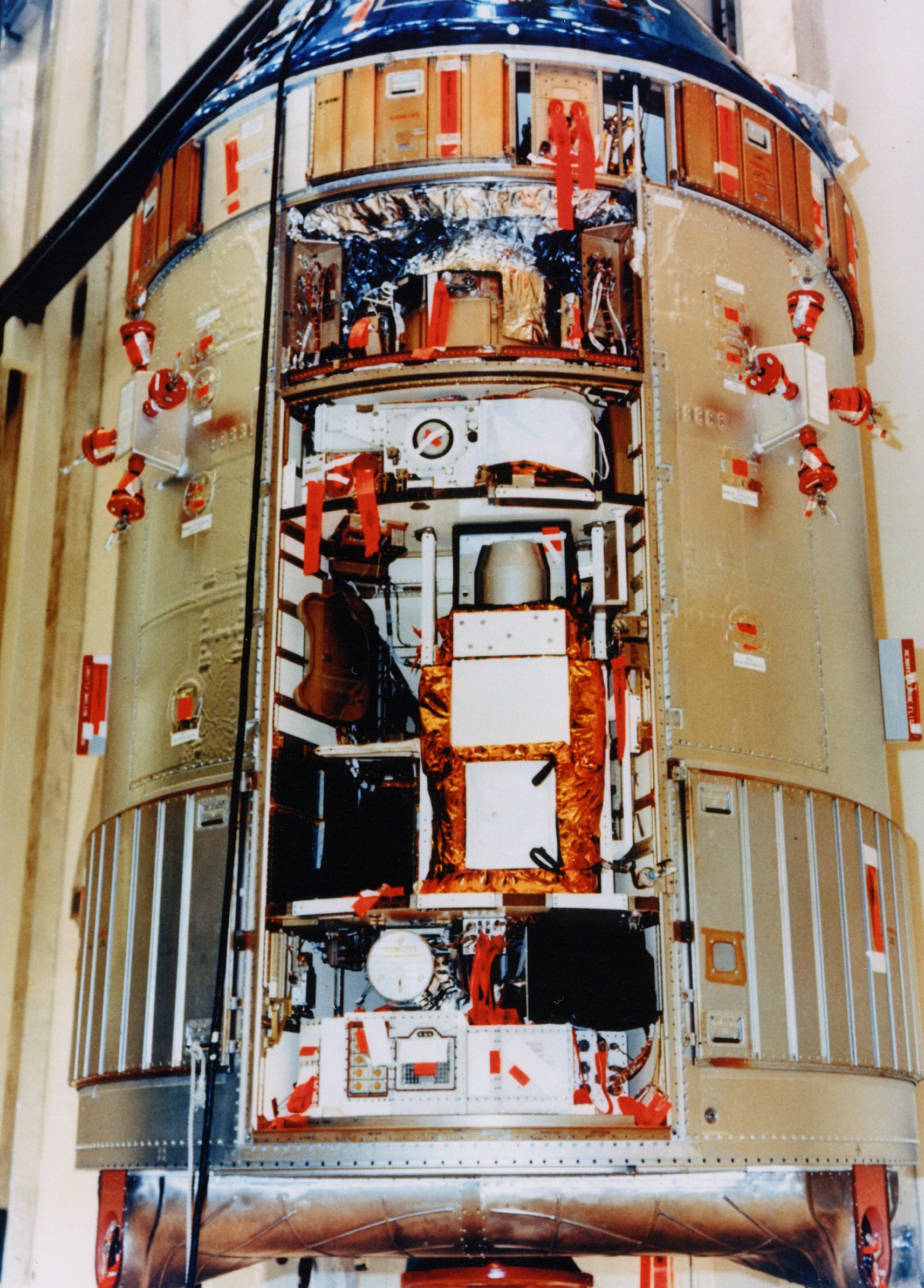
Az Apollo-15 SIM rekesze kitakart állapotban

A megfigyelésekhez a parancsnoki és műszaki egység új megfigyelőrendszert, fényképezőgépekből és spektrométerekből álló távérzékelő műszerkészletet fejlesztett a NASA. A parancsnoki űrhajó műszaki egységének egyik szektora az első holdrepüléseken csak ballaszttal volt kitöltve (az űrhajó tömegközéppontjának a hossztengelyben tartását biztosítandó), ezt a teret használták fel műszerek beépítésére. A mérések célja az volt, hogy kiegészítsék a leszálló személyzet lokális megfigyeléseit globális megfigyelésekkel is. Emellett a korábban titkos, kémműholdakon alkalmazott fototechnika elérhetővé válásával lehetőség nyílt minden korábbinál nagyobb felbontású felszíni fotók készítésére, amellyel a későbbi lehetséges leszállóhelyek vagy érdekesebb helyszínek még pontosabb megismerése vált lehetővé.
A SIM műszerei:
- panoráma fényképezőgép,
- normál fényképezőgép teleobjektívvel,
- gammasugár spektrométer,
- tömegspektrométer,
- lézeres magasságmérő.

A műszerekkel a parancsnoki modul pilótája végzett megfigyeléseket, miután a társai leváltak, és megkezdte a Hold körüli pályán való repülését. A mérések megkezdéséhez le kellett robbantani a modul hengerpalástjának egyik takarólemezét, amely alatt utazott a rekesz. A mérések eredményeit tároló adathordozókat egy külön űrsétával kellett egy űrhajósnak visszahoznia a Hold–Föld hazaút során.

#### Holdszatellit
A SIM rekeszben egy kisebb műholdat is felküldtek, amit az űrhajósoknak kellett pályára állítaniuk a hazaindulásuk előtt, és amely az űrhajósok hazatérése után tovább folytatta a méréseket. A műhold egy 78×36 cm-es, nyolcszög alapú hengeres testbe épített eszköz volt, önálló meghajtás vagy helyzetszabályozás nélkül. A mérések a napszél részecskéinek energiaintenzitását, a plazma viselkedését és a holdi mágneses mező érzékelését érintették.

#### Űrruha
A gyalogos küldetéseket felváltó holdjárós küldetések sok tekintetben új követelményeket támasztottak az űrruhával szemben, ezért tovább kellett fejleszteni a szkafandereket. Az Apollo–11 és –14 között használt űrruhatípusra legfőképpen a merevség volt jellemző, amelynek elsősorban biztonsági okai voltak. Az űrhajósok nem tudtak benne lehajolni, letérdelni (helyette hosszú szárú eszközöket használtak), és egy elesés esetén kérdéses volt, hogy egyáltalán fel lehetett volna-e állni benne. A holdjárón való ülő testhelyzet azonban mindenképpen a ruhák átalakítását igényelte, hogy azok legalább deréktájon rugalmasabbak, hajlékonyabbak legyenek.
Az A7L-B jelölést kapott űrruhán megváltoztatták a létfenntartó rendszer oxigén, hűtővíz és kommunikációs csatlakozóinak elhelyezését, a beszállónyílás cipzárjának helyét és a ruha deréktáji kiképzését. Így az űrhajósok már teljesen le tudtak hajolni, és a leülés sem okozott gondot. Természetesen a hátizsákok tárolókapacitását is meg kellett növelni, figyelembe véve a tervezett kinntartózkodások dupla idejét, hogy az oxigén és hűtővíz ellátmány elegendő legyen a 7 órás holdsétákra is.

#### Saturn V
A felbocsátandó tömeg növekedése miatt a hordozórakéta sem maradt átalakítás nélkül. A szerkezetet érintően két változást hajtottak végre, egyrészt az első és második fokozat közötti leválasztást végző piropatronok számát 8 darabról 4-re csökkentették, ugyanígy elhagytak négy fékezőrakétát is az első fokozatról, valamint az S-II hajtóműveinek égésterén végeztek kisebb változtatást a korábban észlelt oszcillációk kiküszöbölésére. Ezen kívül alacsonyabbra – 166 kilométerre – helyezték a földi parkolópálya magasságát és a biztonsági üzemanyagmaradék mennyiségét is csökkentették, ezáltal hosszabb ideig éghettek a hajtóművek. Ezekkel a változtatásokkal 500 kg-mal sikerült megnövelni a Holdhoz juttatható tömeget, amely fedezte a holdjáró és a megnövekedett ellátmányigény tömegét.

### A képzési rendszer átalakítása

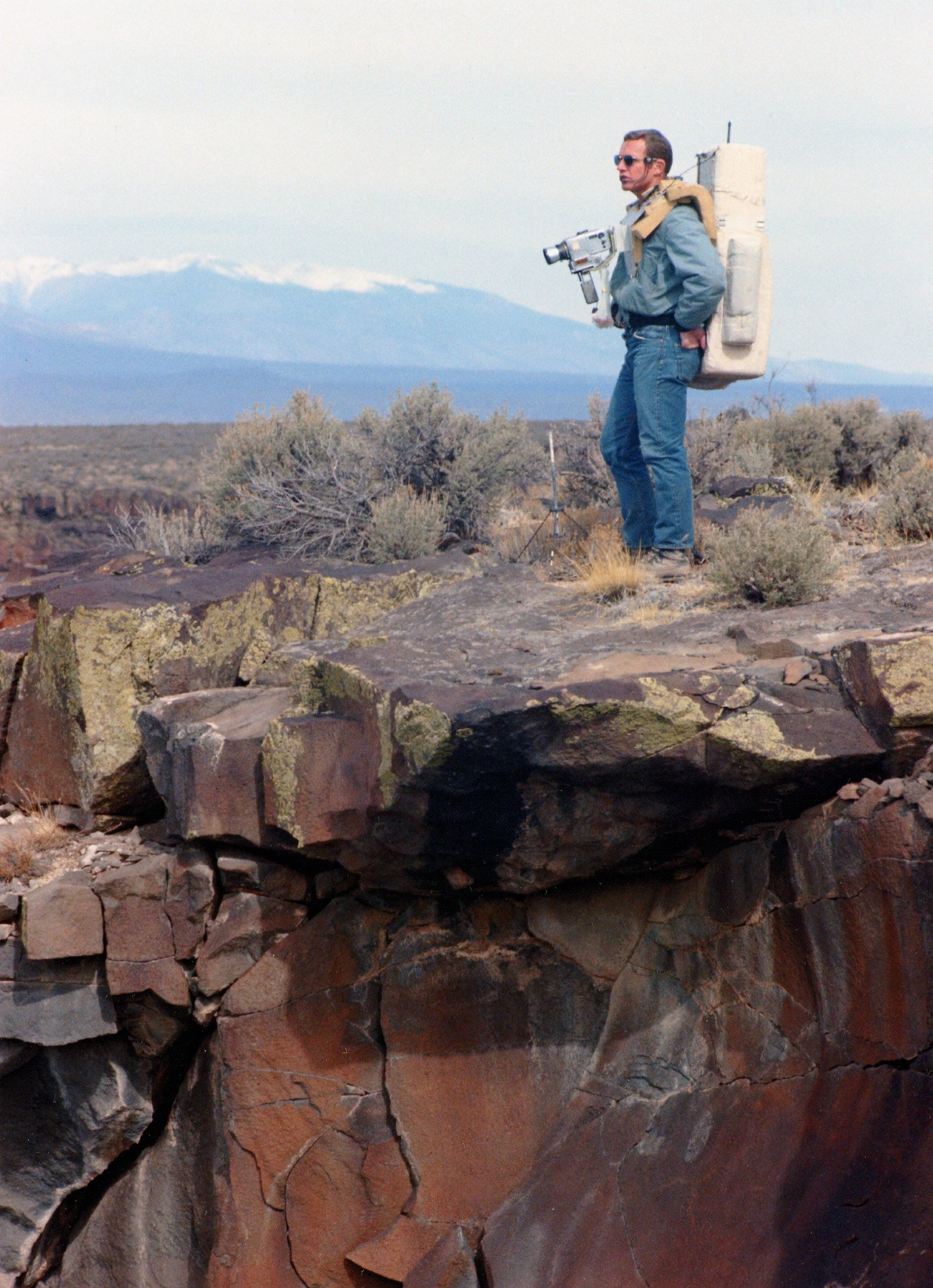
Dave Scott egy Lee Silver által szervezett geológiai terepgyakorlaton Új-Mexikóban

A leszállóhelyek kiválasztásánál az Apollo–12-t követően – amikor is sikerült igazolni a holdkomppal a hajszálpontos leszállás képességét – előtérbe kerültek a geológiailag érdekes térségek. A holdjáró nyújtotta mozgékonyság pedig tovább növelte az igényt egy bonyolult leszállóhely iránt. Az űrhajósok geológiai képzése azonban nem volt elégséges egy sok és összetett jellemzővel rendelkező hely felderítésére, ezért a NASA – elsősorban Harrison Schmitt geológus űrhajós és Eugene Shoemaker holdgeológus nyomására – megváltoztatta az űrhajósok képzését. Először is bevonták Lee Silvert, a Caltech geológiaprofesszorát, aki teljesen átalakította a képzés rendszerét, elsősorban a külső helyszíneken végzett terepgyakorlatokra helyezve a hangsúlyt. Bár korábban is voltak külső gyakorlások, az oktatás zöme hagyományosan, tantermekben zajlott, kisebb kőzetdarabokat és -metszeteket használva szemléltetőeszközként, az új módszer forradalmi javulást hozott a geológiai megfigyelések hatékonyságában a holdjárós expedíciókon.
Silver különböző geológiai lelőhelyekre vitte ki a leszállásra kijelölt űrhajóspárokat és lassan készség szintre fejlesztette bennük a kőzetek felismerését, és a keletkezésükkel kapcsolatos összefüggéseket. A gyakorlatok egyben a valós holdi körülmények egy részét is modellezték: az űrhajósoknak nagy, ormótlan hátizsákot kellett viselniük (akárcsak a Holdon) és walkie-talkie-vel kellett kapcsolatot tartaniuk egy kijelölt CapCommal. Ez a metódus egyben a CapCom szerepét majdan élesben is betöltő űrhajósoknak is értékes volt, hisz nekik kellett lefordítani az űrhajóstársak holdfelszínről érkező hevenyészett geológiai leírásait a jobbára tudósokból álló, a repülős-űrhajós zsargont kevéssé ismerő szakembereknek.
A parancsnoki modullal Hold körüli pályán maradó Al Worden is újfajta geológiai képzésen esett át, amely szintén gyökeresen különbözött a korábbiaktól. Neki a globális léptékű összefüggéseket kellett felismernie és átlátnia, ezért az ő „terepgyakorlatát” repülőgéppel végezték. Farouk El-Baaz geológus irányításával egy kisrepülőgéppel az űrhajó felszín feletti sebességét szimulálva kellett megfigyelnie és leírnia az űrhajósnak a lent látottakat.
A két módszer sikerét jelzi, hogy mind Scott, mind Worden kiemelkedően jó geológiai megfigyelővé vált, a parancsnok egyenesen a geológia megszállottja lett.

### A leszállóhely kiválasztása
Az Apollo–15 idejére az eredetileg lefektetett leszállóhely lista elavult, a körülmények változása miatt. Egyrészt az Apollo–12 és az Apollo–14 hajszálpontos leszállással kapcsolatos pozitív tapasztalatai sokkal bátrabb tervezést engedtek meg, háttérbe szorult a hatalmas sík terület iránti biztonsági igény, így felvetődhetett néhány új, geológiailag sokkal érdekesebb helyszín felvétele a kívánt célpontok listájára. Másrészt a program lerövidítése (az Apollo–18 –19 és –20 törlése) rövidítette is a listát. Harmadrészt a törlések miatt egy gyalogos küldetésre kijelölt célpont lett volna a holdjárós út célpontja, ami a holdjáró kapacitásainak elherdálását jelentette volna. Így az Apollo–15-nél lényegében újra kellett gondolni az egész hátralevő leszállóhely listát, először is magát az első holdjárós leszállóhely kijelölését. Az eredeti listán a Censorinus kráter – a Nyugalom Tengerén, a holdi egyenlítőhöz közel fekvő, 7 km átmérőjű, szokatlanul fényes kivetődési takaróval körülvett kis kráter – szerepelt az Apollo–14 utáni útra, helyette hat másik, majd kicsit később egy hetedik került fel a listára.
Leszállóhely jelöltek:
- Marius dombok
- Descartes kráter
- Hadley-Appenninek
- Kopernikusz kráter
- Tycho kráter
- Davy Rille
- Littrow-völgy

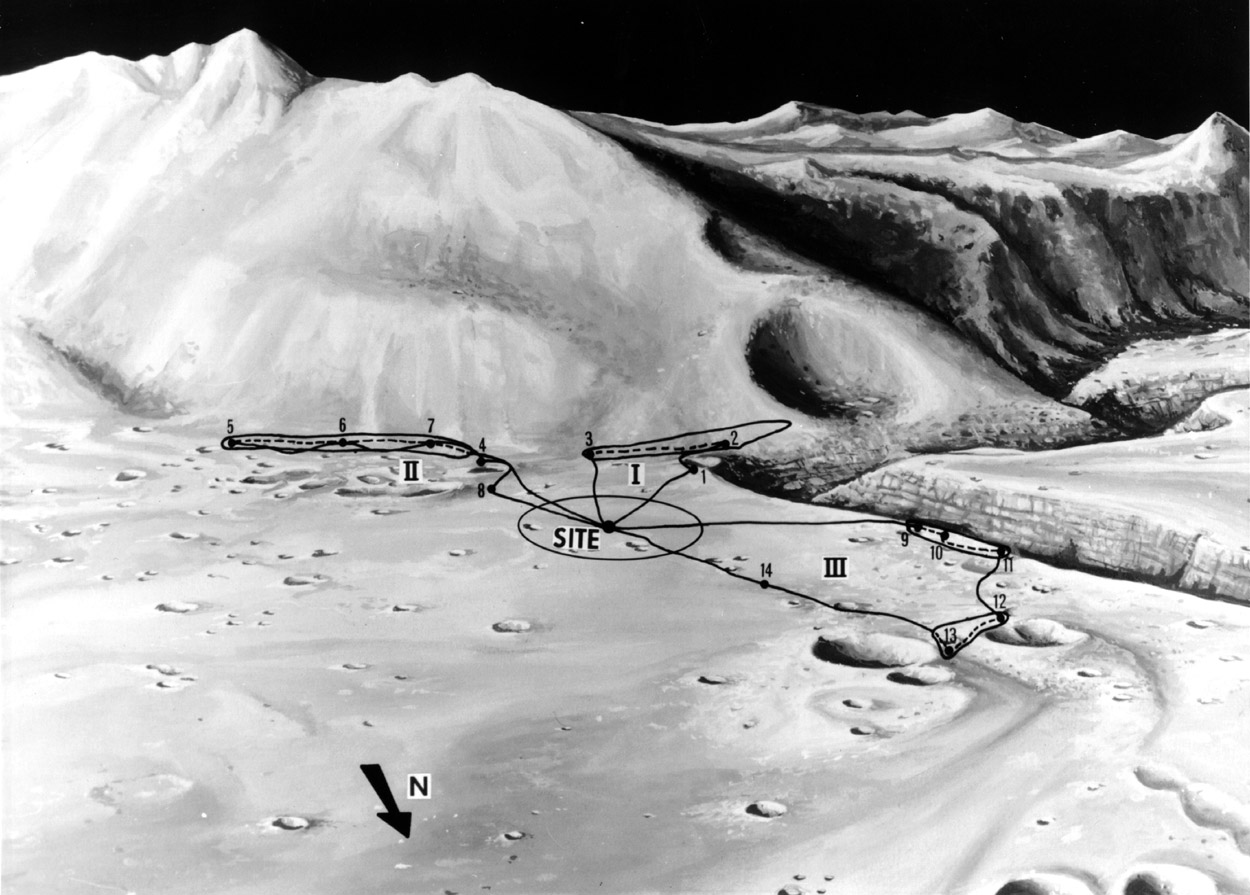
Az Apollo-15 leszállóhelyének és holdsétáinak grafikus tervezete

A jelöltek közül a Kopernikusz és a Tycho ugyan a leglátványosabb helyszíneknek ígérkezett, de túl veszélyesnek mutatkozott a leszállás a bonyolult domborzat miatt, így ezek inkább csak elméleti jelöltek maradtak. A Marius dombok csak a két nyári hónapban voltak elérhetőek. A többi leszállóhelyről viszont nem állt rendelkezésre megfelelő felbontású fénykép-dokumentáció. Hónapok teltek el a leszállóhely választás körüli vitákkal és a hiányos adatok megszerzésével. Végül két jelölt maradt az Apollo–15 számára, a Hadley és a Marius dombok, ám a jelölőbizottságban patthelyzet alakult ki, képtelenek voltak végleges döntést hozni. A végszót aztán Dave Scott mondta ki, amikor kikérték a véleményét. A parancsnok azt mondta, hogy ő valószínűleg mindkét helyen képes lenne leszállni, de a Hadley-Appenninek leszállóhelyet jobban preferálja, érdekesebb leszállóhelynek tartja.
A választás így egy geológiailag sokszínű, az ideális egyenlítői sávtól messze északra fekvő helyszínre, az Apeninnek-hegységrendszer egyik völgyére esett. Ez a hely a Mare Imbrium peremén végigfutó hegységrendszer egyik völgye volt. A Mare Imbrium egy 3,5 milliárd éve keletkezett, hatalmas becsapódási medence, amelyet mélyen kifúrt egy Holdnak ütköző aszteroida. Az így elvékonyodott holdkéreg résein feltört a láva és feltöltötte a medence alját, hatalmas, kerek síkságot hozva létre. A becsapódási medence szélén a holdkéreg nagy táblákban összetört, felgyűrődött, egy-egy ilyen elmozdult tábla egy-egy hatalmas – esetenként 4000 méter magas – hegytömböt alkotott. Ahogy a láva feltöltötte az egész Mare Imbrium medencét, befolyt a holdkéreg összetöredezett táblái közé és völgyeket hozott létre. Az Apollo–15-nek egy ilyen völgyben kellett landolnia a Hadley-hegység és a Hadley-Delta hegy között. A leszállóhelytől északi és nyugati irányban a végtelen, hatalmas lávasíkság feküdt, keletre pedig a hegylánc húzódott. A láva megszilárdulásának korszakából pedig egy hasadékvölgy, egy rianás maradt hátra, amely kilométer mély árokként kanyargott a hegyek lábainál, át a lávasíkságon. Ezt a helyet preferálta Scott. Ezen a helyen egyszerre juthatott mintákhoz az expedíció a holdtengereket alkotó mare bazaltból, illetve a Nagy Bombázás kora előtt keletkezett eredeti holdkéregből.

## Repülés

### Start és odaút
A startra 1971. július 26-án 13:32:00-kor (UTC) került sor. A felbocsátás közben, a fokozatleválasztások során problémák merültek fel. A Saturn V áttervezésekor az S-IC fokozat nyolc fékezőrakétája közül négyet elhagytak a súlytakarékosság miatt, ám az első és második fokozat szétválásakor az S-IC hajtóművei nem álltak le teljesen, hanem 2%-nyi tolóerővel tovább működtek, a fékerő pedig az áttervezés miatt a felére csökkent, így az első és második fokozat vészesen közel került egymáshoz, mielőtt az S-II beindult volna. A későbbi küldetések során ezen tapasztalatok alapján visszatértek a nyolc fékezőrakétás konfigurációhoz.
Egy második hiba a holdkomp S-IVB-ből való kihúzásakor merült fel. A parancsnoki hajó SPS hajtóművének ellenőrző lámpája nyitott szelepállást mutatott. Mivel a hajtóművet úgy tervezték, hogy a meghibásodások minimalizálása érdekében ne legyen benne gyújtószerkezet, hanem a hajtóanyag hipergol tulajdonságát kihasználva induljon be (azaz a két hajtóanyag-komponens összeengedésével létrejövő öngyulladást használták ki a tervezők), a hiba azt jelentette, hogy az SPS bármelyik pillanatban akaratlanul beindulhat. Némi hibakeresés után kiderült, hogy az egyik hajtóművezérlő kapcsoló zárlatos, ez okozza a problémát. A mérnökök kidolgozták, hogyan lehet „megkerülni” a kapcsolót, ezzel elhárult a probléma. Az Apollo–15 78 óra 23 perc és 31 másodperc repülés után érkezett a Holdhoz.

### Holdfelszíni tevékenység
Az Apollo 15 váltást jelentett, a NASA a „H-típusú küldetésekről” áttért a „J-típusú küldetésekre”. Az új repüléstípus időbeosztása merőben más volt, mint az előző, gyalogos küldetéseké, nagyjából három 24 órás napra osztva a holdfelszínen tartózkodást (az utolsó nap végén megspórolva az alvásidőt, így az összes felszíni időt nagyjából 64 órában limitálva). Egy nap 24 órája a következőképpen telt a repülési tervben: 4 óra előkészület a holdsétára, 7–8 órás holdséta, 4 órás holdséta utáni munka, végül 8 óra pihenés, alvás. Dave Scott és Jim Irwin a repülés negyedik napján aktiválta a holdkompot (LM), majd leváltak a parancsnoki egységről és leszálltak a Mare Imbriumon, hogy három holdsétát tegyenek, kiegészítve egy „nulladik EVA-vel”, egy vizuális geológiai előfelméréssel.

#### SEVA

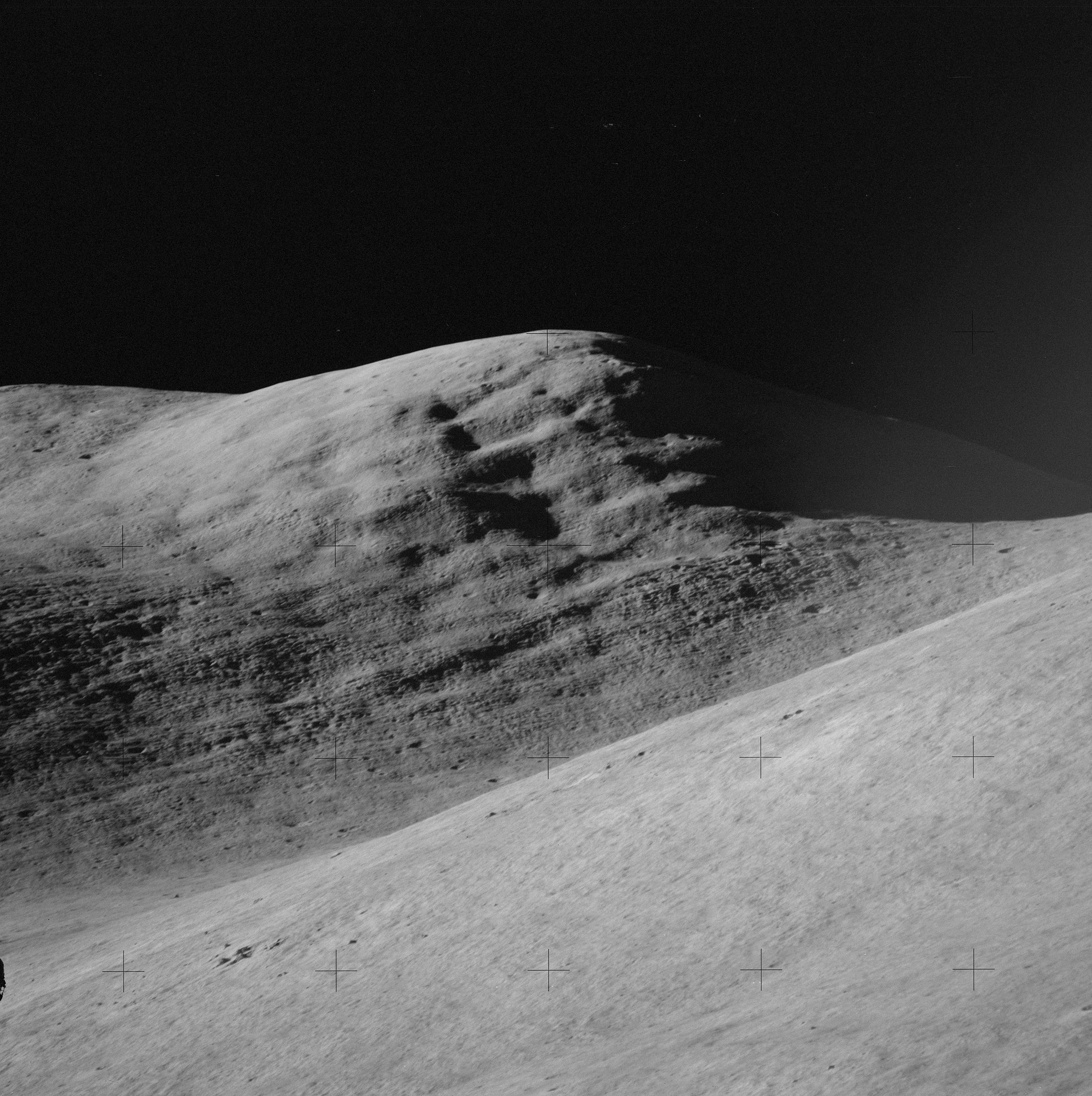
Teleobjektívvel készült kép a Scott parancsnok által a SEVA során készített panorámafelvételből, a Silver Spur hegyről

A J típusú küldetés tartalmát tekintve hosszabb holdfelszínen tartózkodási időt és az ehhez szükséges kibővített készleteket jelentett, bő biztonsági tartalékkal. Dave Scott parancsnok ebből a tartalékból akart áldozni, és a küldetés-tervezés során kieszközölte, hogy „geológus szokás szerint” egy plusz űrhajón kívüli tevékenységet iktassanak a holdfelszíni munkába. A felkészülés során végzett geológiai terepgyakorlatok során Scott beleszeretett a geológiába, és az ott tanultakat minél pontosabban akarta alkalmazni a Holdra is: a geológiai órák egyik alapvető tanítása volt, hogy mielőtt egy lelőhely részletes feltárására kerülne sor, a szélesebb összefüggések felismerésére fel kell jutni az elérhető legmagasabb pontra és onnan kell felmérni az egész lelőhelyet. A holdkomp a tervek szerint egy geológiailag rendkívül összetett, érdekes völgy alján szállt le, itt nem kínálkozott magas pont, kivéve a holdkomp teteje. Scott elhatározta, hogy a holdkomp tetején levő nyíláson – a holdkomp és az anyaűrhajó közötti átjáró nyílásán – kibújik és onnan veszi szemügyre a völgyet. A tervezők elfogadták Scott ötletét (ez gyakorlatilag egy kabin-töltetnyi plusz oxigén felhasználását jelentette).
A leszállás után az időzítés szerint nem lett volna idő egy teljes holdsétára, az űrhajósok túl régen voltak ébren hozzá, hogy egy, az előkészítő tevékenységekkel együtt több mint 12 órás műveletbe kezdjenek, így a pihenési idő előttre időzítették az ún. Stand-up EVA-t (SEVA). Scott ennek során egy rendhagyó űrsétát tett a holdkomp hajtóműfedelére állva, derékig kiemelkedve a kabinból. A művelethez az űrhajósoknak csak a sisakot kellett rögzíteni, valamint Scottnak a holdséta sisakot kellett magára ölteni (hisz a leszállást biztonsági okok miatt úgyis beöltözve végezték). Az űrhajósok kihermetizálták a holdkompot, szétszedték a nyílást (mivel abban benne volt a parancsnoki modulhoz való kapcsolódáshoz szükséges dokkolószerkezet), majd kinyitották. A kabin közepén a felszálló hajtómű fedele mintegy emelvényt képzett, amelyre Scott felléphetett és kitekinthetett a nyíláson. Körbenézett a Hadley-hegységbe ágyazott völgyben, és fényképeket készítve, szóban folyamatos geológiai leírásokat adott a houstoni központban ülő geológusoknak. A kihermetizálás és a kabin újra nyomás alá helyezése között 40 perc telt el.

#### EVA I
Scott és Irwin első napja a leszállás és a SEVA után az alvási periódussal kezdődött. Az ezzel kapcsolatos egyik fő újítás abban állt, hogy Scotték levehették az űrruhájukat (elődeiknek ez tilos volt) és a könnyű kezeslábasukban aludhattak. Az alvást egy kicsit korábban meg kellett szakítani a tervezettnél, mivel a műszerek alapján az irányítás oxigénszivárgást észlelt és felkeltette az űrhajósokat. A vizeletürítő rendszer egyik szelepe maradt nyitva, azon keresztül szökött az oxigén és a készletből nagyjából 8 fontnyi (közel 4 kg) veszett el. A hibaelhárítás után a legénység és az irányítás közösen úgy döntött, hogy kezdődhet az első EVA. Az ébresztéstől számítva négy óra telt el, amikor az űrhajósok kinyitották a holdkomp ajtaját.

##### Kiszállás, előkészületek
A szokásjognak megfelelően az űrhajóból először Dave Scott parancsnok szállt ki a felszínre. A hetedik Holdra lépő embernek is emelkedett gondolatok jutottak eszébe, ahogy a holdporba nyomta az első lábnyomot:
Az embernek muszáj felfedeznie. És ezek az itteni felfedezések a legnagyszerűbbek.
A parancsnok kinyitotta a MESA-t, a holdkomp leszállófokozatán elhelyezett tárolórekeszt, amelyben az ALSEP műszerei, a tévékamera, akkumulátorok, szén-dioxid szűrők, kőzetminta-gyűjtő zsákok és más egyéb, a holdsétákon szükséges eszközök voltak. Mindössze hét perc telt el Scott holdsétájából, és Irwin is a felszínre lépett. Az ő első feladata a biztonsági minta összegyűjtése volt. Az Apollo-program során ez volt az utolsó olyan küldetés, amelyen biztonsági mintát vettek. (Ez egy kis zacskónyi minta volt, amit az űrhajós az űrruhája zsebébe tett, és egy esetleges vészhelyzet miatti, idő előtti start esetére biztosított volna némi anyagot a leszállóhelyről. Ennek a mintának azonban elég kevés tudományos értéke volt, tekintve, hogy a hajtómű a holdkomp környékén jelentősen átrendezte a talaj felső rétegét az eredeti állapothoz képest, valódi geológiai értékkel bíró mintákat a holdkomptól távolabbi helyeken lehetett gyűjteni.)

##### A holdjáró üzembe helyezése és bejáratása

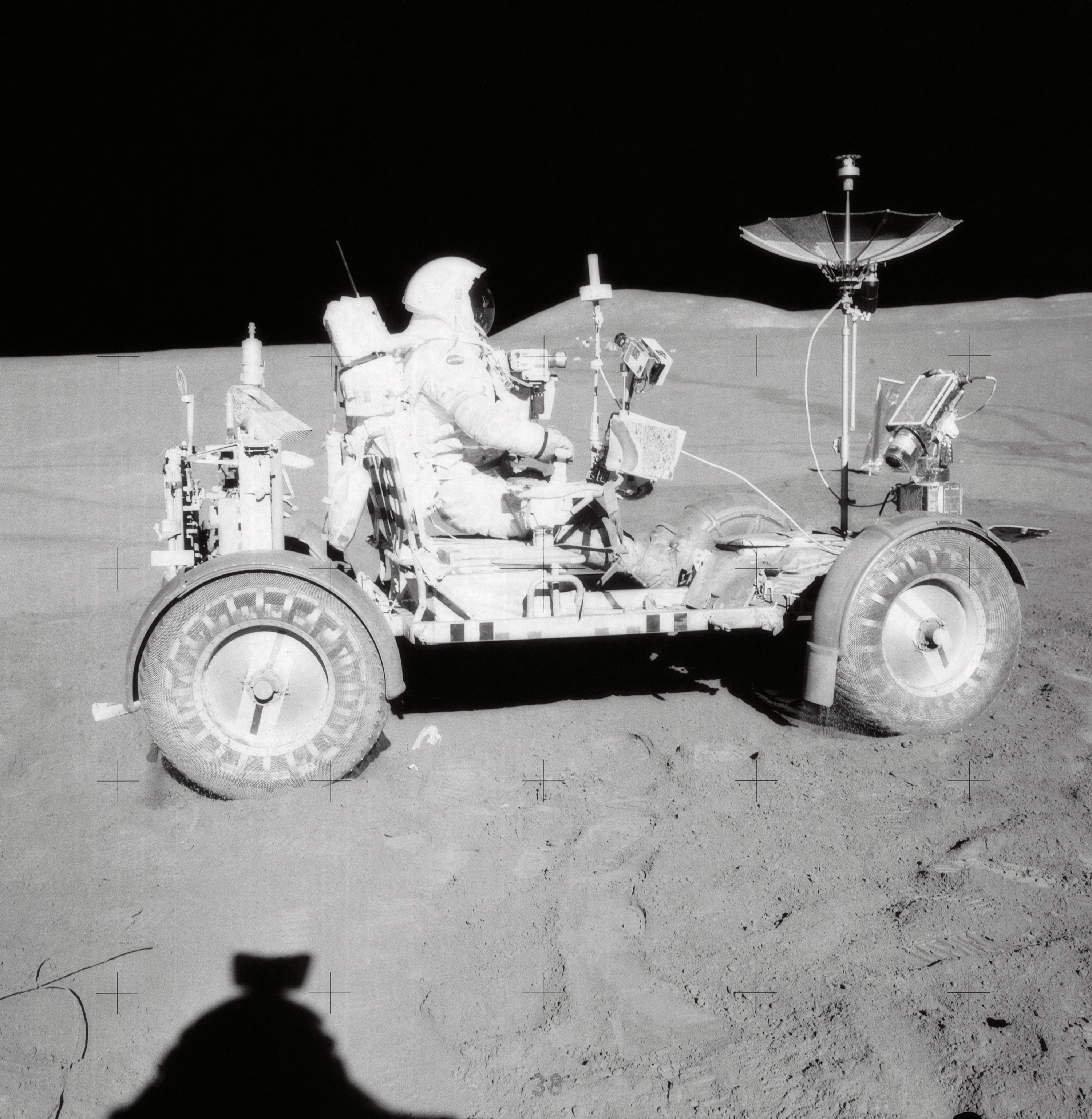
Dave Scott és a holdjáró

A második feladat a holdkomp oldalán elhelyezett holdjáró összeállítása volt. A Rovert összehajtott állapotban, gyakorlatilag egy „asztallapként” erősítették a Falcon oldalára. Az űrhajósoknak két pányvát kellett kikötnie, majd a pányván lassan leeresztenie a felszínre a járművet. Előtte Scott még egy állványon felállította a tévékamerát, hogy az irányítás lássa a Rover kicsomagolását (amely később magán a holdjárón kapott helyet). A pányvákon leeresztett holdjáró önműködően széthajtogatta magát a művelet során (rugók széthajtották a kettőbe összehajtott alvázat, majd a 90°-kal elforgatott kerekek is pozícióba álltak), mire a talajra ért, az űrhajósoknak csak az üléstámlákat és a kormányoszlopot kellett a helyére fordítani.
Ezután Scotté volt a feladat, hogy elsőként vezessen egy járművet a Holdon. Az üzembe helyezett, de tévéantenna, kamera és a holdi terepmunkához szükséges eszközök nélküli Roverrel egy kört tett a parancsnok a Falcon körül. Néhány problémát regisztráltak a próbaúton: az űrruha az áttervezés ellenére sem volt igazán hajlandó deréknál hajolni az ülésben, és bár a jármű első és hátsó kerekei is kormányzottak voltak, csak a hátsó kerekek kormányzása működött, az elsőké nem. Természetesen ezt a konfigurációt is gyakorolták a földi edzések során az űrhajósok, ezért nem jelentett különösebb problémát a dolog. A holdkomp körüli kis próbaút után még felszerelték a járműre az antennát, a kamerát, a geológiai kutatásokhoz szükséges eszközök tárolórekeszeit és persze magukat az eszközöket (mintavevőket, fúrókat, tárolózsákokat, mintatároló dobozokat stb.). Mindenesetre az első feladat – szakítva a hagyományokkal, amelyek az ALSEP felállítását tették az első helyre – a holdjáró egy nagyobb próbaútja volt, a néhány kilométernyire levő Elbow és St. George kráterekhez.
Az első megálló a Hadley-rianás és a Hadley-hegység találkozásánál levő Elbow (=könyök) kráter volt, amely a hasadékvölgy legnagyobb kanyarulatának peremén ül. A közepes méretű – 300–400 méter átmérőjű – kráter 3,5 kilométerre volt a leszállási ponttól. A munkamegosztás szerint Scott vezetett, Irwin navigált, illetve mivel a parancsnokot teljesen lekötötte a vezetés, ő adott geológiai leírásokat a mellettük elhaladó tájról. Scott nagyjából 8–10 kilométeres sebességet ért el a Roverrel (az elméleti csúcssebesség 18–20 km/h volt), és váratlanul nehéznek bizonyult a vezetés. A lávasíkságot ezernyi kisebb kráter szabdalta, és mindenütt kisebb-nagyobb kövek, sziklák hevertek, ezeket kellett kerülgetnie a parancsnoknak, mert ha áthajt rajtuk, az sérülést okozhatott volna a kerekeken. Ráadásul a megvilágítási viszonyok is becsapták a „sofőrt”, a lapos szögben beeső, éles napfény elmosta a hepehupákat, megnehezítve az észlelésüket. A tájékozódás sem volt könnyű. Jim Irwin kezelte a magukkal vitt fotótérképeket, de szinte lehetetlen volt beazonosítani a rajtuk szereplő tereptárgyakat a valóságban elébük tárulókkal. Szerencsére a Hadley-hegy és az oldalában ülő hatalmas St. George kráter remek tájékozódási pont volt, csak feléje kellett tartani. A tájékozódás megkönnyítéséhez navigációs rendszer volt a Roveren, és ennek segítségével az első holdsétán megtörténhetett a leszállási pont pontos bekalibrálása is. (A navigációs rendszer a holdjáró elmozdulását mérte méterben, illetve meghatározta az irányát is, így egy ismert tereptárgy – például az Elbow, vagy a St. George – helyzetéből, valamint az oda vezető út méréséből pontosan meg lehetett határozni a holdkomp méterre pontos helyét.)
Megérkezvén az Elbow kráterhez, Irwin egy panorámafotót készített, Scott pedig a Földre irányozta a tévéantennát, hogy megkezdődhessen a tévéadás. (A tévéantennának közvetlenül a Földre kellett néznie, amit menet közben nem lehetett biztosítani, így minden egyes megálláskor ezzel a feladattal kezdtek az űrhajósok, hogy az irányításnak legyen képe a tevékenységről.) A tévékamerát innentől kezdve a Földről, távirányítással is lehetett kezelni, amit Ed Fendell végzett a houstoni központból. Scott és Irwin ezután kőzetmintákat vettek a kráter pereméről. A mintavételeket fényképfelvételekkel dokumentálták (a helyszínt mintavétel előtt és után is megörökítették, a mintáról is fotó készült, majd számozott zsákba helyezték az adott kőzetet). A fényképfelvételek kalibrálásához pedig színminta-skálát magán hordozó gnommonokat alkalmaztak. A mintavételhez egy újfajta technikát is alkalmaztak, egy speciális gereblyét, amellyel a regolitból lehetett kisebb kőzetdarabokat kinyerni. Erről a megállóhelyről remekül be lehetett látni az 1,5–2 km szélesen kanyargó Hadley-rianást. Irwin teleobjektívre cserélte a fényképezőgépen levő optikát, és fényképeket készített a hasadékvölgy aljáról és túlsó oldaláról, amelyen érdekes kőzetrétegződés volt megfigyelhető. Az Elbow kráter geológiai felmérésével 10 perc alatt végzett a páros.

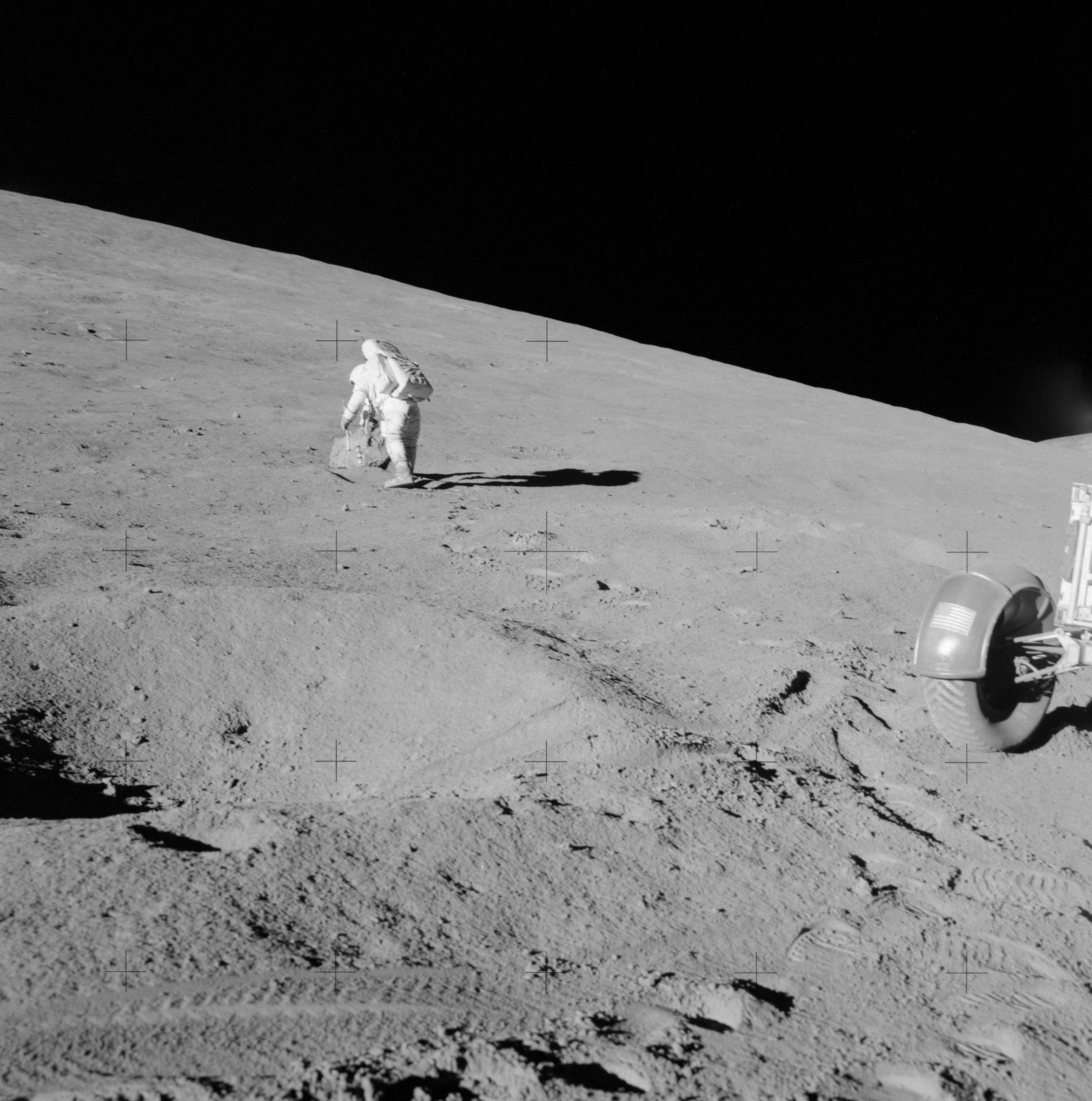
Dave Scott a második geológiai állomásnál a Hadley-hegy oldalában

A második állomás 500 méterrel arrébb volt, fenn a Hadley-hegy oldalán, a St. George kráter mellett. Ez számított az első EVA fő kutatási helyszínének, ezért 45 percet szánt rá a műveleti terv. A legértékesebb kőzetminták általában egy-egy kráter peremén voltak, ahol a becsapódások által kidobott anyag hevert, és mivel a St. George volt az elérhető legnagyobb kráter, a legmélyebbről kidobódott, azaz a hegységek gyomrából a hegységet felépítő anyagból innen volt a legnagyobb esélye a legjobb minták összegyűjtésének. A Roverrel hamarosan egy olyan térségbe értek az űrhajósok, ahol egyre több, méteres nagyságú szikla hevert. Scott ezek egyikét szemelte ki mintavételre. A geológiai kalapácsával kisebb darabokat tört le belőle, valamint mellette a talajból vettek mintákat és mélymintákat.
Az irányítás az Elbow és a St. George megállóhely után az idő szűkösségére való tekintettel törölte a Flow kráternél tervezett utolsó állomást. Nem lévén több megállóhely, Scott és Irwin visszafelé indultak a Falconhoz (a navigációs rendszerük mindig a holdkomp irányát mutatta). Alig több mint száz méter után Scott felfedezett egy nagyobb bazaltdarabot, amely felkeltette az érdeklődését, és megállt mellette a holdjáróval, hogy begyűjtse. Itt egyáltalán nem szerepelt a tervben megállás, Scott nem is akarta, hogy az irányítás emiatt lebeszélje róla, ezért inkább azt jelentette, hogy kicsatolódott a biztonsági öve. Megálltak, a parancsnok gyorsan begyűjtötte a kőzetet, míg Irwin a környező kráterek leírásával „foglalta le” az irányítást, és már mentek is tovább. (Az Apollo-program során általánosan előforduló jelenség volt, hogy az űrhajósok önálló akciókba kezdtek, és az irányítás egészen mást tudott a tevékenységükről, mint ami valójában történt (természetesen mindezt a biztonság határain belül tették a holdutazók). A hegyoldalról lefelé Scott felfedezte, hogy nem tanácsos a lejtőn „megereszteni” a holdjárót, mert amikor kanyarodni próbált, az első kerék elásott és hirtelen kipördültek. Borulástól nem kellett tartaniuk, mivel a Rover súlypontját elég alacsonyra helyezték a tervezők, a kocsi nem volt borulékony. Mikor először pillantották meg a holdkompot a visszafelé úton, megállapították, hogy a navigációs rendszer téved, mert a Falcon látható iránya nagyjából 20 foknyira eltért a kijelzettől.

##### Az ALSEP felállítása
A holdjáró első útját követően hagyományos feladat következett: a negyedik holdi kutatóállomás, az ALSEP felállítása. A holdkomphoz visszatérve kirakták az összegyűjtött kőzeteket és a Roverre felpakolták az ALSEP műszereit, valamint a felállításhoz szükséges eszközöket, és kerestek egy viszonylag sík, vízszintes foltot a közelben. 110 méterre észak-északnyugatra találtak is egy megfelelő helyet, ahová Scott elhajtott a Roverrel.
Az Apollo–15 ALSEP állomás műszerei:
- központi egység
- passzív szeizmométer
- szupratermális iondetektor
- napszél spektrométer
- holdpor detektor
- hőáramlásmérő
- hidegkatódos ionizációmérő
- magnetométer

Ezen kívül még két olyan műszert is felállítottak, amelyek nem tartoztak az ALSEP eszközei közé:
- lézertükör
- napszél összetétel mérő

A két űrhajós megosztotta a munkát, Scott lyukakat fúrt a hőáramlás mérési kísérlethez, míg Irwin a többi műszer felállításával és aktiválásával foglalatoskodott. Ez utóbbihoz először fel kellett állítani a központi egységet (amely az elektromos energiát szolgáltatta, valamint a műszerek mérési eredményeit a Földre továbbító rádióadót fogadta magába), majd a meghajtásához szükséges áramforrást, egy plutónium generátort kellett behelyezni az egységbe és aktiválni. Ezután sugárirányban kellett elhelyezni az egyes mérőműszereket, majd kábelekkel összekötni őket a központi egységgel. A hőáramlás kísérlethez kellett egyedül külön bánásmód, a két szenzorhoz kellett két, egyenként három méter mély lyukat fúrni, ez volt a parancsnok feladata, és váratlanul ez hozta el az expedíció legnagyobb kudarcát. A fúró csak 40 centiméter mélységig működött hatékonyan, onnan lejjebb drámaian megnehezült a fúrás, mintha egy kemény kőzetrétegbe ütközött volna. Scott a legnagyobb igyekezet ellenére sem jutott másfél méter mélységnél lejjebb, és az idő végzetesen fogyott. A fúró hajtóegysége és a fúrószár szétcsatlakoztatása után újabb kellemetlen meglepetés jött, a fúrószár nem jött ki a talajból. Scott hosszas erőlködésbe kezdett, de a fúrószár nem mozdult. Végül a mélymintavevő szekcióinak szétszedéséhez használt fogóval sikerült megmozdítani a fúrószárat. Az időveszteség előre vetítette, hogy nem fog sikerülni az összes feladat végrehajtása. Az irányítás gyorsan a második lyuk fúrására küldte inkább Scottot. Azonban a második lyuk fúrásánál sem sikerül a megfelelő mélységbe fúrni, sőt a fúrószár teljesen beszorult a lyukba. Ráadásul az irányítás már az ALSEP telepítése előtt észlelte, hogy Scott valamiért több oxigént használ fel, mint a tervezett, és akkor utasította is, ne tegyen felesleges mozdulatokat, és igyekezzen tartózkodni az erőlködéstől. A nehézségek miatt ennek pont az ellenkezője valósult meg, így az irányítás a fúrás befejezését a második holdsétára halasztotta, és visszarendelte az űrhajósokat a holdkompba. Végül a visszaúton a Falconhoz közelebb még felállították a lézertükröt és a napszélmérő fóliát. Az első kiszállás alkalmával összesen 6 óra 33 percet töltöttek az űrhajósok a holdfelszínen és 10,6 kilométert tettek meg a holdjáróval.

#### EVA II

##### Előkészületek
A második EVA előtt ismét kényszerű hibaelhárítással kezdték a napot az űrhajósok. Az Irwin hátizsákján levő rádióantenna az előző napi holdséta végén eltörött, amikor az beakadt az ajtókeretbe az űrhajós visszamászása közben; az újabb holdséta előtt ezt némi ragasztószalag segítségével rögzítették. Majd egy törött baktériumszűrőt kellett a vízcsőben kicserélni, amely az ivóvizet volt hivatott biztosítani. A szerelés során néhány liter víz a padlóra folyt, helyette újra kellett tisztítani valamennyi ivóvizet. A legnagyobb feladat az irányításnak jutott, át kellett tervezni a napirendet. Scott oxigénfogyasztásának növekedése nem meghibásodás következménye volt – például az űrruha cipzárjának szivárgása -, hanem a parancsnok anyagcseréjének felgyorsulása. Az oxigénprobléma miatt mindenképpen rövidíteni kellett a holdséta eredetileg tervezett időtartamán, ráadásul az előző napra tervezett ALSEP-feladatok második napra halasztása is időt szakított ki az eredeti időrendből. Emiatt a feladatokat át kellett szervezni. Geológiai kutatóállomásokat töröltek, és a fúrások befejezését a geológiai kutatóút végére tervezték.
A holdfelszínre kiszálláskor kellemes meglepetés érte az űrhajósokat: a Rover kormányzása teljesen magától megjavult. Amikor Scott ráült és megmozdította a joystick rendszerű kormányt, váratlanul mind a négy kerék megmozdult, azaz az első kerekek kormányzása is működött. Paradox módon ez tovább lassította az utazást, mert Scottnak eleinte szoknia kellett az új kormányzási rendszert, és nem tudott túl gyorsan vezetni. A küldetéstervezők a második holdsétára tervezték be a legszélesebb körű kutatási programot: a Roverrel körbe kellett járni a leszállóhelyet, és teljes körű geológiai képet készíteni róla. Egy mintavétel során felfedezték és elhozták a Földre a „Teremtés Kövét”, amely a későbbi kormeghatározások szerint 4,5 milliárd éves.

##### A geológiai kutatóút
6-os állomás – Apenninek előtere: Az űrhajósok lejtős megállónak keresztelték ezt a helyet. Scotték a Roverrel olyan magasra kapaszkodtak a Hadley hegy oldalában, amennyire csak tudtak. A Hadley-hegy a Mare Imbrium peremén végigfutó Appenninek hegységrendszer egyik tagja, amely 3300 méterre magasodik a lábánál elterülő lávasíkság fölé. A hegy meredek oldalába vezetett a kutatóút első szakasza, mert a hegy nem volt más, mint az ősi holdfelszín felgyűrődött darabja és egy később belefúródott kráter jó eséllyel hozott a felszínre ebből az ősi anyagból darabokat, azaz a kutatók jó eséllyel találhatták meg a Naprendszer – általunk elérhető – legrégebben keletkezett kőzeteit. A cél épp ezért egy fiatal becsapódási kráter, a Spur volt. Ám a Spur kráter elérése előtt a geológiai kép teljességéhez a hegyoldal becsapódásokkal nem érintett térségeiből is kellett minta, ezért hajtottak el egy krátermentes részre, egyben letesztelték a Rover hegymászó képességét a későbbi expedíciók számára. Eleinte 8–10 fokos lejtőn kaptattak fel, majd a dőlésszög elérte a 30 fokot. A Roverről leszállva komoly problémát okozott még a megállás is az űrhajósoknak, akiknek a hátán ott volt a saját testsúlyuknak majdnem megfelelő tömegű hátizsák, amely ráadásul az ember tömegközéppontját is hátrébb helyezte, mint normálisan. Az elesés ellen harcolva egyensúlyozással telt egy csomó idő, mire kitalálták az űrhajósok a munkavégzés legjobb módját. A talaj nagyon laza volt, egészen bokáig süllyedtek a holdporban, de ez némileg segített is, az ALSEP fúrási kudarcával ellentétben két esetben is úgy vettek mélymintákat, hogy a két és fél méteres mintavevő csöveket egyszerűen kézzel nyomták le a talajba, majd könnyűszerrel kihúzták onnan.
6/a állomás – Apenninek előtere: A lejtős megálló után még egy kutatóállomást jelöltek ki a hegyoldalban, egy régi kráterben, amelynek alja sekélyebb, ezáltal az egyik oldalon kevésbé lejtős volt, mint a hegyoldal többi része. Itt is vettek egyszerű talaj- és kőzetmintákat, valamint mélymintákat is a geológiai dokumentációhoz. A legérdekesebb minta egy, a lejtőn álló nagyobb szikla felszínén talált zöldes színezetű kőzet volt (a földi vizsgálatok során kiderült, hogy a becsapódások során felszabaduló nagy hő hatására képződött természetes üveget találtak).

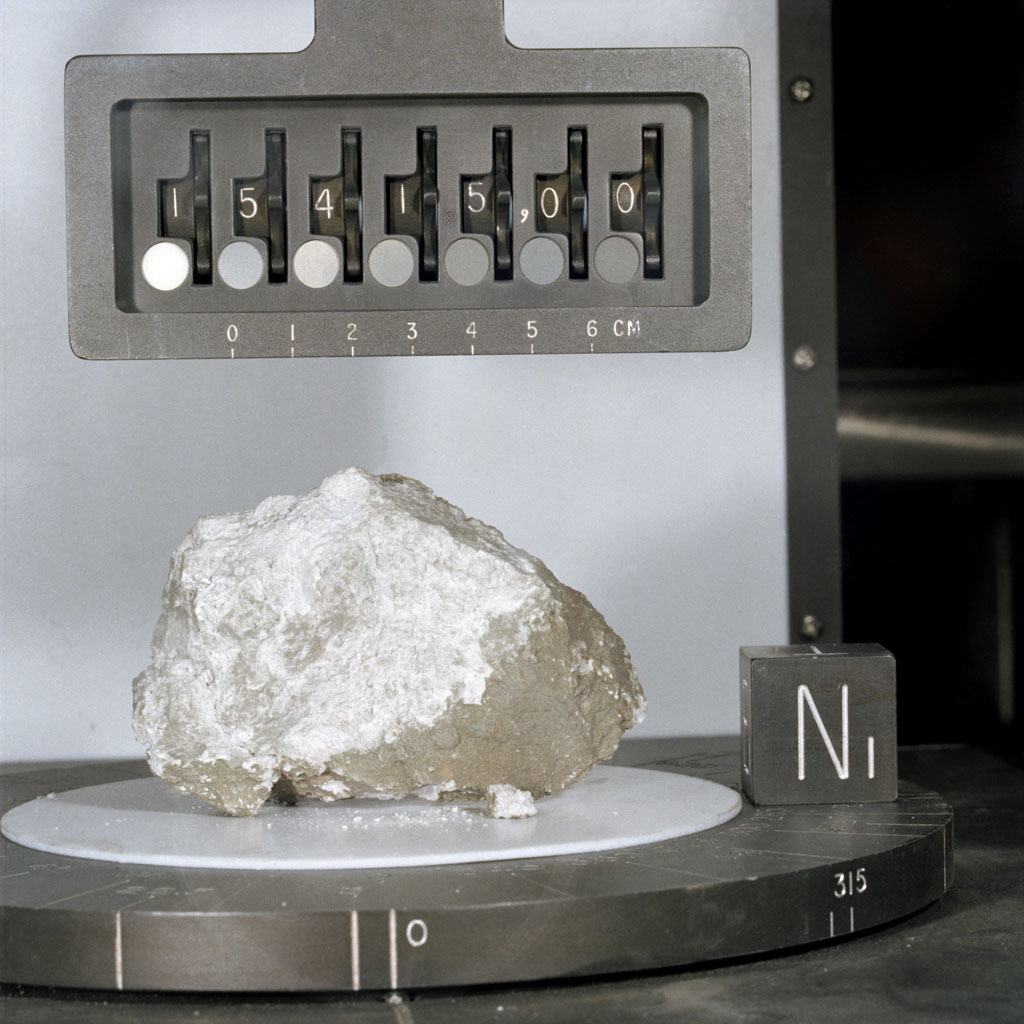
A „Teremtés Köve”, a Naprendszer keletkezésének idejében keletkezett ősi kőzetdarab

7-es állomás – Spur kráter: Az egész expedíció, de meglehet, hogy az egész Apollo-program legszenzációsabb geológiai mintájának lelőhelye. Az űrhajósok kicsit lejjebb ereszkedtek a hegyoldalból a lankásabb részre, ahol a pár száz méter átmérőjű Spur ütött mély lyukat a felszínbe, rengeteg kisebb-nagyobb sziklát szórva szét a környéken. Az űrhajósok ismét találtak zöld üveget. De a legnagyobb jelentőségű egy ököl nagyságú kőzet megtalálása volt. Találd ki mit találtunk! Találd ki mit találtunk! Azt hiszem megtaláltuk, amiért jöttünk! –  szólt Scott euforikus bejelentése egy kristályos kőzet, az anortozit felfedezéséről. Az anortozit az ősi holdkéreg legkorábban kikristályosodott, legősibb kőzetének számít. A földi kormeghatározó vizsgálatok 4,5 milliárd évesnek jelölték meg a kődarabot, messze idősebbnek, mint amilyet a Földön találhatnánk. Egy újságíró később a „Teremtés Köve” néven említette a leletet, és az elnevezést a tudósok is átvették, és ma ezen a néven ismert a 15415. számú minta. Ezzel a Naprendszer 4,6 milliárd évvel ezelőtti keletkezésének idejéből közvetlenül jutottak a kutatók anyagmintához. A két űrhajós nem csak ezt az egyetlen anortozitot találta, hanem egy új, gereblyéző módszert alkalmazva a regolitból még több kis kavicsot is talált az ősi anyagból. Összességében ezen az egyetlen helyen olyan sokféle kőzetből sikerült mintákat találni, hogy ez az egyetlen kutatóállomás lett az expedíció legjobb lelőhelye, a legjelentősebb kutatási helyszíne. A holdséta időrendje szerint az űrhajósoknak innen már vissza kellett indulniuk, mert alapszabály volt, hogy a Roverrel sem mehetnek messzebbre, mint amilyen messziről gyalog is vissza tudnak térni a holdkomphoz a jármű esetleges meghibásodása esetén.
4-es állomás – Dune kráter: A visszaúton fekvő, egyben a második holdsétán ejtett utolsó megálló egy többes kráterformáció volt. A Dune kráter a visszafelé vezető út közepén helyezkedett el, lenn a Hadley-hegy és a síkság találkozásánál levő krátercsoport legkeletibb tagja volt. Tíz-tizenkét, nagyjából egyforma mélyedés alkotott egy formációt, mintha egy Hold felé tartó aszteroida darabokra esett volna a becsapódás előtti utolsó pillanatban, és úgy szórta volna meg a felszínt. A geológiailag inkább a lávasíksághoz tartozó kráter nem tartogatott nagyobb újdonságot – tekintve, hogy az előző leszállások is főként lávával borított helyszíneken történtek.

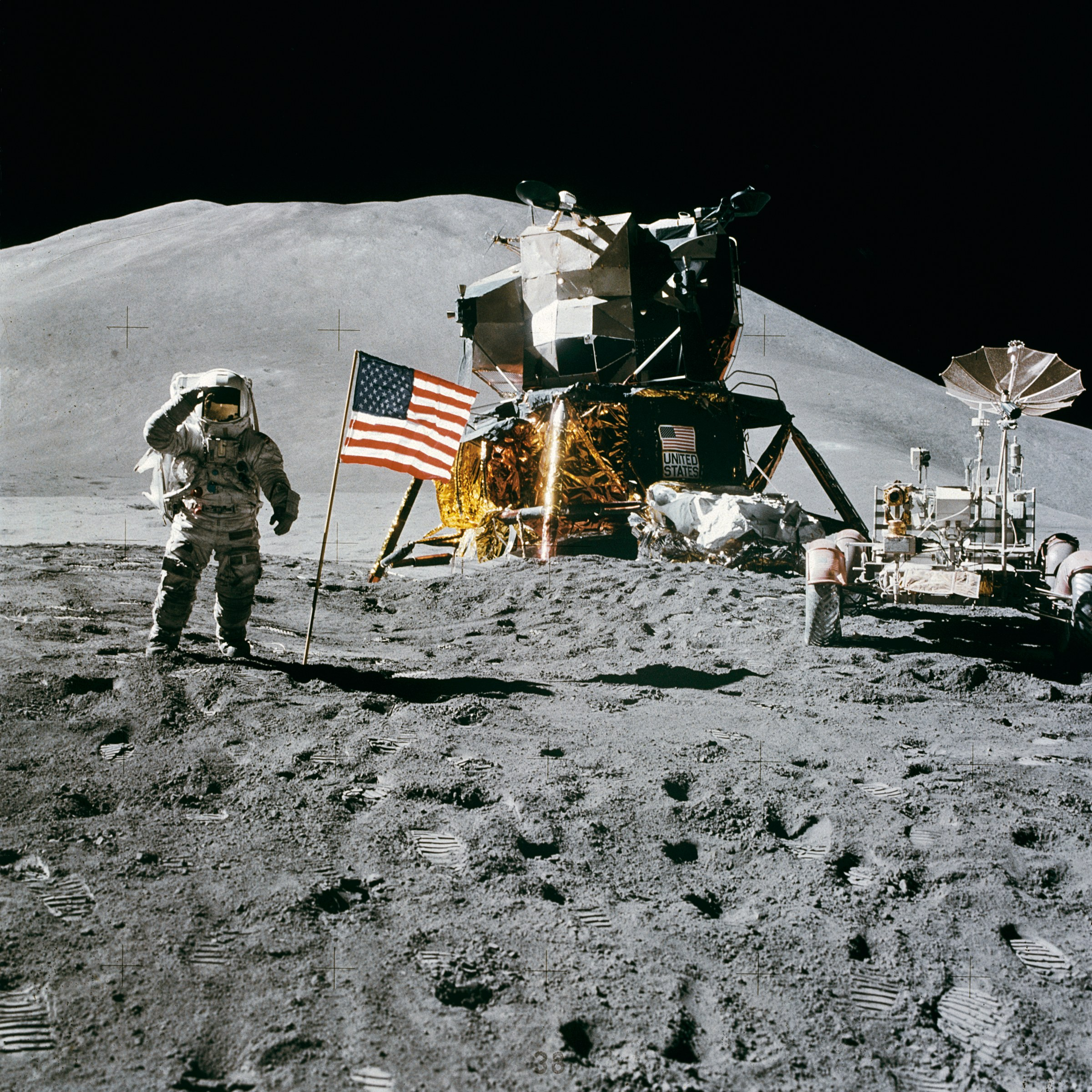
Jim Irwin az amerikai zászlónak tiszteleg a teljes hardverrel, mint „díszlettel” körülvéve

##### Az elmaradt munkák folytatása
8-as állomás – ALSEP állomás: Az előző nap félbemaradt munkák folytatása várt az űrhajósokra. A fúrási problémák és Scott oxigénfogyasztási gondjai miatt elhalasztott tevékenységeket hagyták a második holdséta utolsó órájára. Az irányítás feltételezte, hogy Scott az első lyuknál az előző napon egy keményebb felszín alatti sziklába ütközött, és második fúrás remélhetőleg gyorsan lezajlik majd. Ám ennél a műveletnél is pontosan ugyanabba a problémába ütköztek, másfél méter után ismét lehetetlenné vált a lejjebb hatolás. Az irányítás újabb ötlete az volt, hogy időnként üresen is futtassa meg Scott a már kifúrt lyukban a fúrót, de ez még nagyobb bajt okozott. Az egyik ilyen üres futtatásnál a fúró nagyot ugrott és beékelődött. Az üres futásnál a szekciókból álló fúrószár szétcsatlakozott, és a legalsó szakasz végleg a lyukban maradt, a felső pedig mellé szorult a lyukban. Hatalmas, kínlódó erőfeszítéssel a felső szakaszt sikerült Scottnak kiemelnie, de az alsó rész végképp benn maradt. A fúrás tökéletes kudarccal végződött. Később, a földi utóvizsgálatok során derült fény arra, hogy nem kőzetbe ütközött a parancsnok, hanem a fúró konstrukciója volt tervezési hibás. A fúró ahelyett, hogy kitermelte volna a kifúrt földet, lefelé tömörítette azt, ami aztán egy idő után elért egy kritikus sűrűséget, amelyen nem tudott áthatolni a fúrófej. Az irányítás úgy döntött, elfogadja a kudarcot, és a hőérzékelő szondáját elég kisebb mélységbe leereszteni.
A parancsnok a fúrási kudarcai után csatlakozott Irwinhez, aki addig más feladaton, a talajmechanikai kísérleteken dolgozott. Ennek keretében árkokat kellett ásnia és figyelnie, hogy beomlik-e a fala, milyen mélységnél omlik be, milyen az ásáskor az ellenállás stb. Scott a csatlakozása után a fotódokumentálást végezte, miközben társa ásott. Mikor ezzel végeztek, egy utolsó feladat volt hátra, egy mélyminta vétele. Ehhez egy három méteres (szintén szekciókból álló) csövet kellett a talajba verni, amelynek belsejében a felszín felső rétegéből kaptak a kutatók mintát. A mintavevőt gond nélkül leverték az űrhajósok, ám kiszedni képtelenek voltak. Az irányítás újra a következő napra volt kénytelen halasztani ezt a feladatot.
A holdkomphoz visszatérve egyetlen apró feladat volt még hátra: a két űrhajósnak ki kellett tűznie az amerikai lobogót, mint minden korábbi expedíción, majd fényképezkedtek a zászló mellett.
A holdkompba való visszaszálláskor a felszerelés egy újabb hibájára derült fény, ez az űrruha kesztyűjének rossz konstrukciója volt. A J típusú expedícióhoz történő fejlesztések érintették az űrruhát, s ennek során lerövidítették a kesztyűk ujjait. Így az űrhajós ujjvégei elérték a kesztyű ujjvégeit is, ám a fúróval való birkózás során kifejtett erő folyton szorosan hozzápréselte az űrhajós ujját a kesztyű ujjhegyeinek. Az eredmény: letört körmök és fájó, vérhólyagos, vagy vérző ujjhegyek Scott kezén.

#### EVA III
A második holdséta végén már csak 22 óra volt a hazaindulásig, amely fix időpont volt az időrendben, nem volt eltolható, viszont ez azt jelentette, hogy a kétnapos holdfelszíni tartózkodás alatt nagyjából két órányi csúszást szedett össze a páros. Ezt a csúszást vagy a pihenési periódus, vagy a harmadik holdséta lerövidítésével lehetett csak behozni. Mivel a második EVA során Scottnak és Irwinnek sikerült egy kivételesen jó geológiai mintakollekciót gyűjtenie, és az űrhajósok fáradtsága nagy kockázatot rejtett, az irányítás úgy döntött, hogy teljes pihenési periódust irányoz elő, és inkább a holdsétát kurtítja meg.

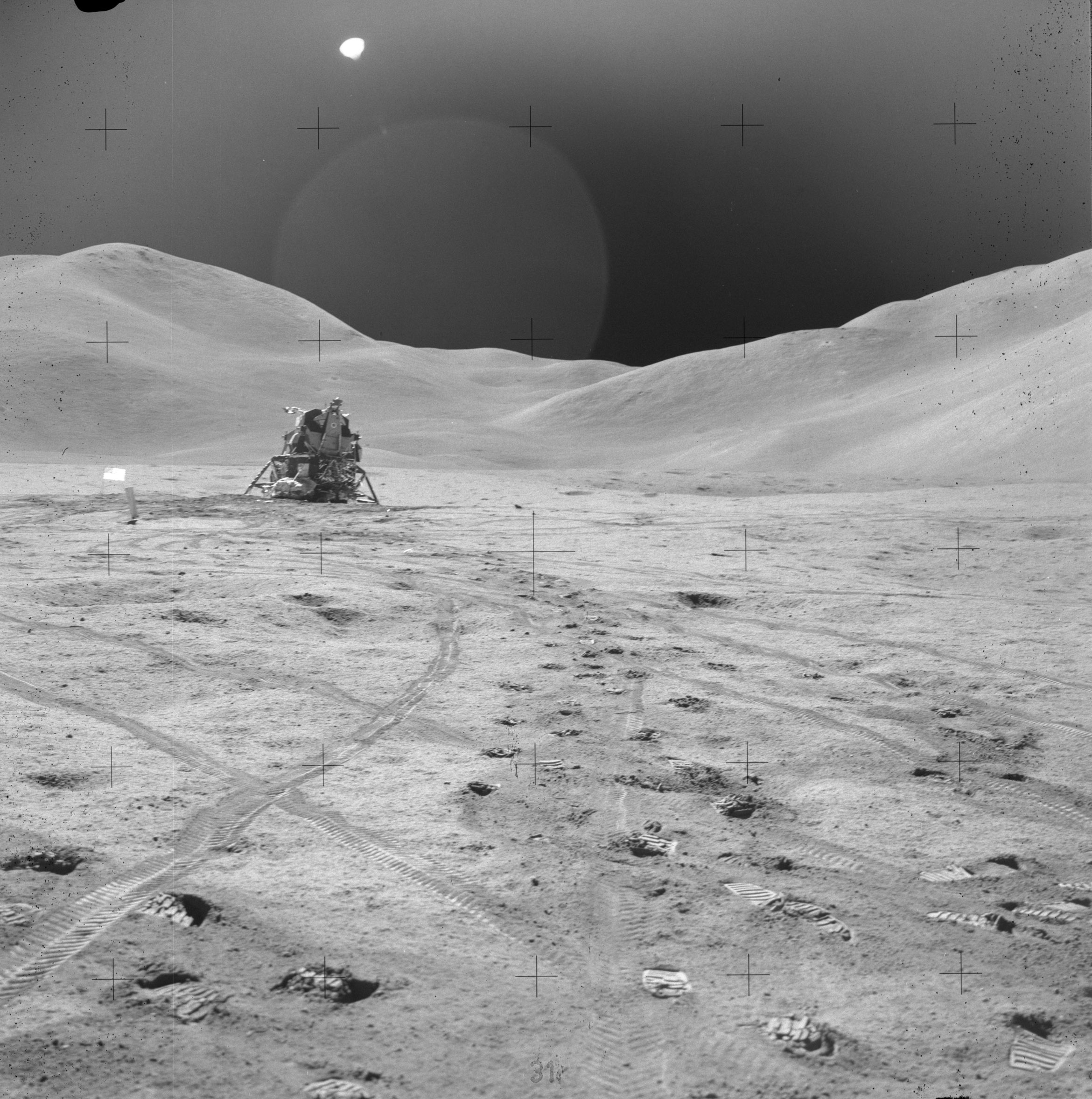
A Falcon az ALSEP felállítási helyéről nézve

##### Az elmaradt munkák további folytatása
8-as állomás – ALSEP állomás: A harmadik EVA első feladata az immár rémálommá vált fúrások folytatása volt, a második holdsétán beszorult és kényszerűen a lyukban hagyott mélymintavevő kiemelése. Az eszköz mozdulni sem akart a lyukban, az irányítás Irwint is a parancsnok mellé rendelte, így ketten próbálkoztak, de csak 10 perc kínlódás után jártak sikerrel. A mintavevő feszegetése során Scott annyira megrándította a vállát, hogy később – a holdséta után – fájdalomcsillapítót is be kellett vennie. De a tragikomédia még tovább folytatódott: hiába szabadították ki a mélyfúrót, még szét kellett szedni a szekcióit, azonban az erre alkalmas eszköz (egy, a Roverre szerelt satu) tervezési hibája miatt ez sem sikerült. Az irányítás fél órai szenvedés után inkább elküldte az űrhajósokat a geológiai kutatóútra, azzal az utasítással, hogy hagyják a mintavevő csövet az ALSEP helyén a földön és majd a visszaúton gyűjtsék be (ezzel ugyanazt a tevékenységet harmadszor sem sikerült befejezni). Még egy további kudarcot is tartogatott az utolsó holdséta eleje: a műveleti tervben egy filmfelvétel is szerepelt, amelyet a Rover mozgásáról kellett készíteni a mérnökök számára, hogy azok láthassák valós körülmények között is működni a járművet, ám a filmfelvevő elromlott, így rövid kísérletezés után letettek a tervről.

##### A geológiai kutatóút
9-es állomás – Hadley-rianás: A leszállóhely legkülönlegesebb képződménye a lávasíkságtól a hegyek lábáig kanyargó hasadékvölgy volt, amelybe még az első EVA során, a Rover bejáratásakor rövid, mintegy mellékes bepillantást nyertek az űrhajósok. Ennek meglátogatására egy egész holdsétát szánt az irányítás, a harmadik holdsétából csak a rianással kapcsolatos megállóhelyeket hagytak a műveleti tervben.
Az első állomás egyfajta bemelegítés volt, 300 méterrel a rianás partjától álltak meg egy kövekkel, sziklákkal sűrűn hintett részen. Azonban annak ellenére, hogy általában pont az ilyen jellegű helyeket keresték, kerestették az űrhajósokkal, mégis érdektelennek bizonyult a hely, és mindössze 10 percnyi munka után továbbot vezényelt a parancsnok.
9/a állomás – Hadley-rianás: Az érdektelen kutatási helyszín után egyenesen a hasadékvölgy partjára mentek az űrhajósok. Itt derült ki, hogy a Hadley-rianás túloldala – a Mare Imbrium belseje felé eső keleti part – lankás lejtőként ereszkedik alá a völgy aljáig, míg az űrhajósok oldala meredeken szakad le és magasabban is fekszik, mint a túloldal, mivel csak akkor láttak le az aljára, amikor konkrétan kiértek a meredély szélére. A túloldali falat fotókon örökítették meg és rétegzettséget figyeltek meg, amely minden mást kizáróan vulkanikus eredetre utalt. Lemászniuk viszont szigorúan tilos volt a meredélyen. Itt is rendkívül sok szikla hevert, amelyek egyrészt rendkívüli módon akadályozták a Rovert a szabad mozgásban – a 35 cm hasmagasságú jármű nem tudott behajtani a térdig érő sziklák közé, ezért egy viszonylag tiszta helyen hagyták és gyalog jártak be a sziklák közé, majd hordták ki a leleteket –, másrészt geológiailag rendkívül változatosnak és érdekesnek mutatkoztak. Ez utóbbi okból erre a megállásra használták fel a 9-es állomásnál megspórolt időt, sőt töröltek egy későbbi megállót és teljesen lemondtak egy függőben levő kutatási helyről az Északi kráterkomplexumról, amely a számlálatlan becsapódásos kráter helyett vulkanikus helyszínt ígért. Scott és Irwin összesen 100 darabos mintakollekciót gyűjtött.
10-es állomás – Hadley-rianás: Az Apollo–15 legutolsó geológiai állomása, amely az expedíció és egyben az egész Apollo-program legészakibb pontja volt, ahová űrhajós eljutott a holdgömbön. Ez csak egy fotómegálló volt, kőzetmintát már nem gyűjtöttek az űrhajósok. A rianás kanyargása miatt itt úgy lehetett visszanézni délre, hogy az innenső oldal egy szakaszára is rálátás volt, így a teleobjektív segítségével a hasadék mindkét oldaláról rendelkezésre álltak fényképek. Az idő is elfogyott közben, vissza kellett indulni a holdkomphoz.
8-as állomás – ALSEP állomás: A visszaúton utoljára még meg kellett állni, felszedni az összeragadt mélymintavevőt (az irányítás úgy ítélte meg, hogy az egyben maradt csövet be lehet tenni holdkompba szétszedés nélkül is).

##### Szimbolikus tevékenységek

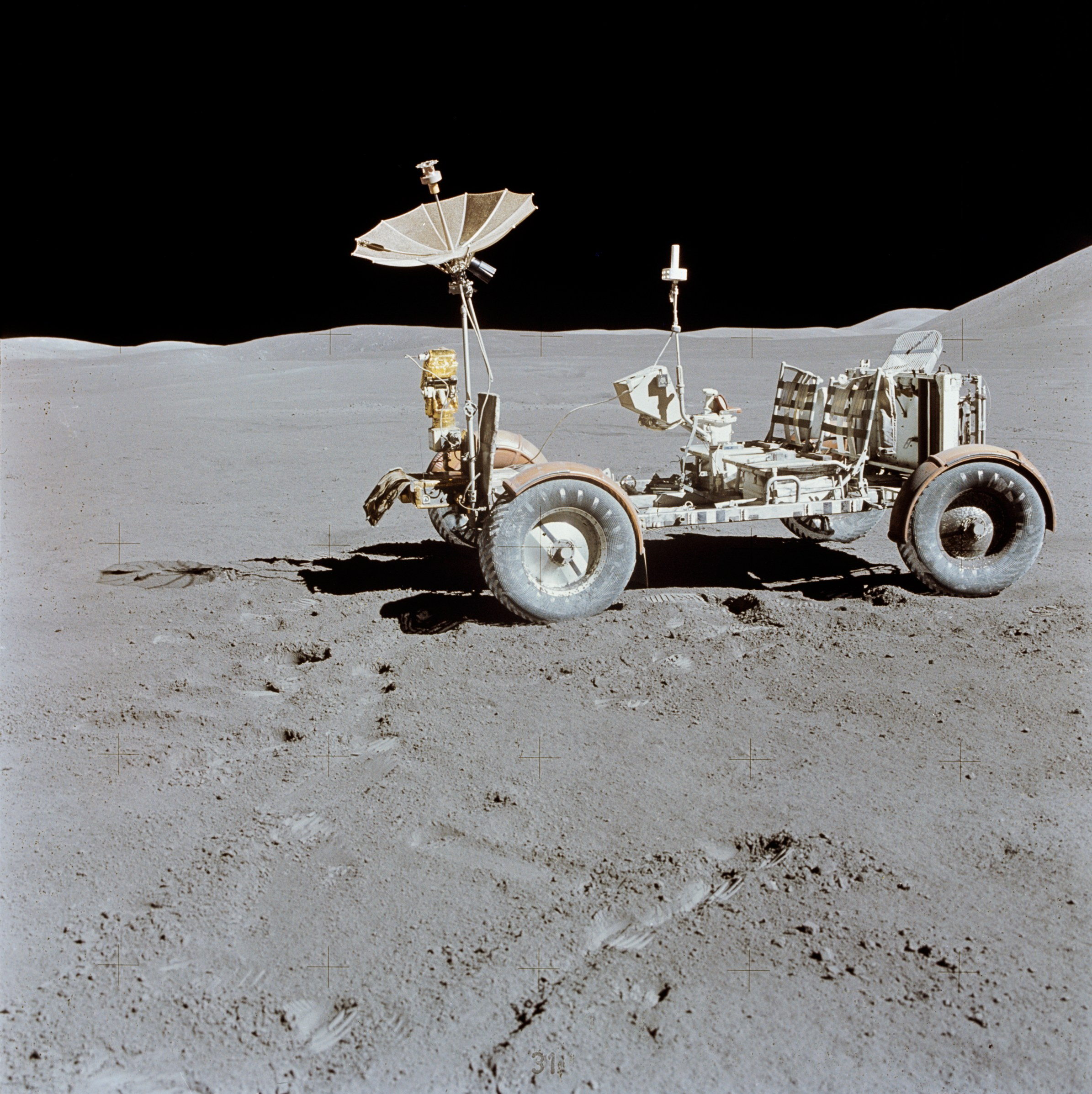
A Rover a végső parkolóhelyén

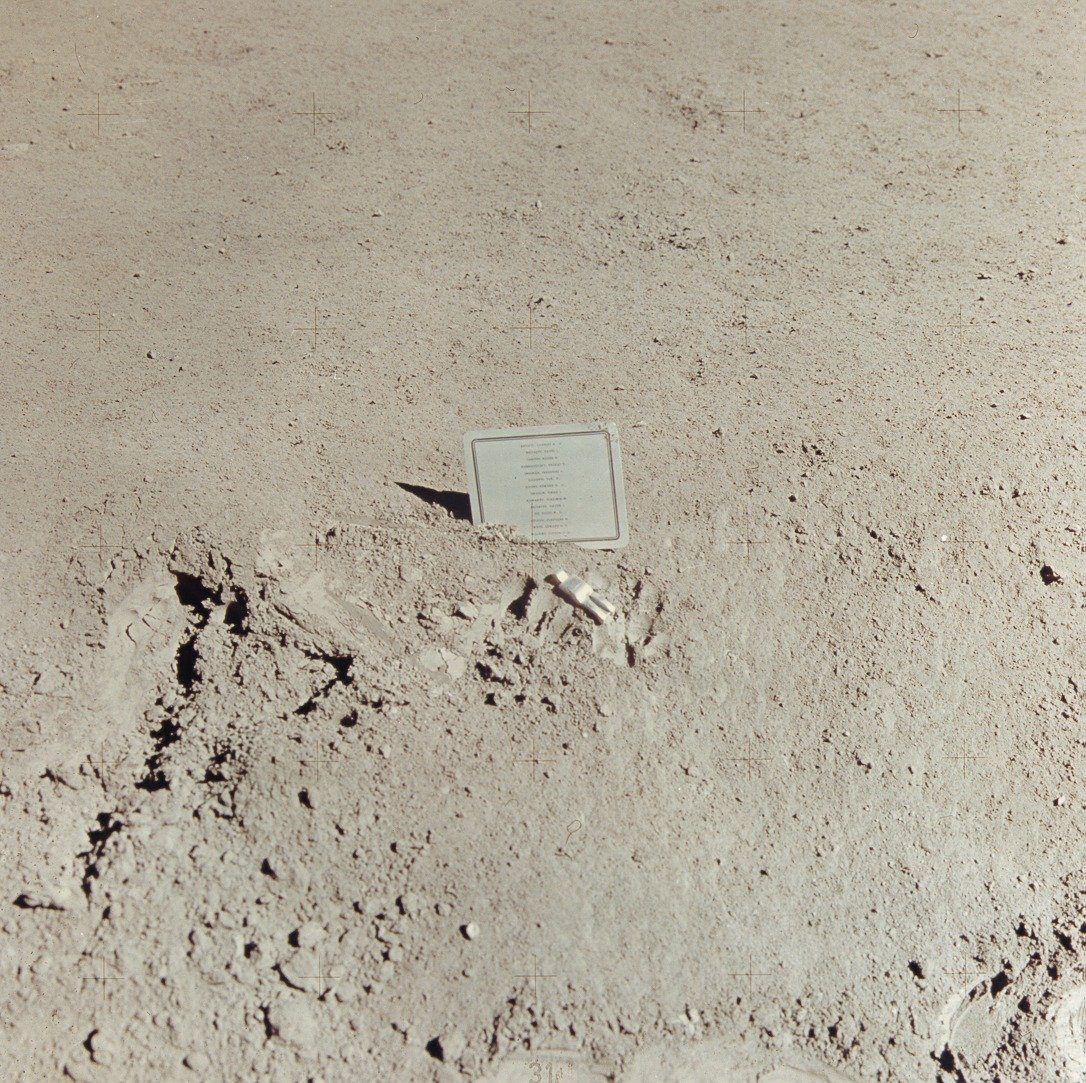
Az elhunyt űrhajósoknak szentelt holdi „emlékmű”

A mélymintavevő begyűjtése után az űrhajósok visszahajtottak a holdkomphoz. Begyűjtötték a napszél összetétel mérő fóliáját, amely a napszél nyomait rögzítette, majd bepakoltak a holdkompba. Ezután már csak néhány hivatalos és nem hivatalos tevékenység volt hátra. Elsőként Scott parancsnok végzett egy kísérletet, amelyet földi körülmények között nem lehetett végrehajtani. Galileo Galilei vasgolyós kísérletét – amelyben a legendárium szerint a reneszánsz kor Itáliájának kiemelkedő elméje a Pisai ferde toronyból különböző méretű vasgolyókat dobott le – kissé megváltoztatva ismételte meg: egy geológiai kalapácsot és egy sólyomtollat ejtett el egyszerre, amelyek egyszerre estek le a felszínre, bizonyítván, hogy a gravitáció a testekre teljesen egyformán hat.
Ezután a U.S. Postal Service (az amerikai posta) megbízásából, a magukkal vitt néhány borítékot első napi bélyegzéssel látták el. A kuriózumnak szánt borítékokkal azonban – ahogy a későbbi vizsgálat kiderítette – az űrhajósok visszaéltek. Két bélyeggyűjtő biztatására Scotték a személyes csomagjuk részeként titokban 398 borítékot vittek magukat, amelyet később a saját hasznukra kívántak értékesíteni. A NASA vizsgálatot rendelt el az ügyben, és bebizonyosodott a nyerészkedés, amiért nyilvánosan ugyan sosem büntették meg a legénységet, ám egyikük sem repülhetett soha többé. Ezzel a programnak teljesen vége is volt, már csak a felszállási előkészületek voltak hátra.
A beszállás előtt Scottnak arrébb kellett parkolnia a holdjárót, amelyet úgy akartak odafenn hagyni, hogy ha később egy expedíció még felkeresné a helyet, lehetőleg sértetlenül találja meg azt, ezért a felszálló hajtómű hatásai alól ki kellett vonni. Ezen kívül azt tervezték, hogy a holdjáró Földről távirányított kamerájával közvetíteni fogják az irányítás számára a holdkomp felszállását. Scott nagyjából 100 méterre vitte a Rovert és ott egyszerűen leállította. Ekkor levett egy takarólemezt egy plakettről, amely a Roveren utazott a következő szöveggel: „Az emberiség első kerekei Holdon. Idehozta: a Falcon.” A parancsnok egy egyszerű kis magánceremóniát is közbeiktatott, egy miniatűr kis piros bibliát húzott elő a zsebéből és rátette az ülésre (később azt mondta erről a mozzanatról, hogy azt akarta, hogy aki majd megtalálja – későbbi korok űrhajósai, vagy uram bocsá' földönkívüli asztronauták –, némi képet kapjon arról milyen emberek voltak a Hold első felfedezői).
Ezután tovább folytatódott a parancsnok magánceremóniája. Scott mindenáron emléket szeretett volna állítani azoknak az űrhajósoknak, akik életüket adták a világűr felfedezéséért. Az elhunyt űrhajósok emlékére egy plakettet és egy kis stilizált alumíniumfigurát készíttetett, és ezeket most otthagyta a hold porában. A figura jelképezte az elhunyt űrhajósokat, a plaketten pedig ott sorakozott tizennégy név: Elliot See és Charles Bassett, a Gemini–9A repülőbalesetben elhunyt legénysége, Gus Grissom, Ed White és Roger Chaffee, az Apollo–1 tragikus tűzesetének áldozatai, Clifton C. Williams, Edward Givens és Theodore Freeman, a felkészülés során különböző balesetekben elhunyt űrhajósok, valamint az ellenfél hősei, Vlagyimir Mihajlovics Komarov, a Szojuz–1 katasztrófát szenvedett parancsnoka, Georgij Dobrovolszkij, Viktor Pacajev és Vlagyiszlav Volkov, a Szaljut–1 berepülését végző, ám a visszatérés során megfulladt űrhajósok, Pavel Beljajev, betegségben elhunyt űrhajós, valamint a legnagyobb név, Jurij Gagarin. Akkor még nem tudta senki sem, hogy a szovjet űrhajósok közül két név hiányzik. A Szovjetunióbeli szigorú titoktartás miatt nem volt nyilvános, hogy hány űrhajóst képeztek ki, kik ők és mi lett a sorsuk, így nem tudhatott Scott Valentyin Bondarenkóról, aki egy tűzben halt meg a gyakorlások során és Grigorij Nyeljubovról sem, aki vonatbaleset áldozata lett. Sajnos ehhez a mozzanathoz is tapad később kipattant botrány. A kis alumíniumszobor tervezője kezdett önálló akcióba és kezdte saját hasznára árusítani az emléktárgyat.
Scott akciója egyébként teljes titokban történt, az irányításnak azt mondta, hogy egy kicsit megtisztítja a Rovert, így csak a visszatérés után tudta meg a világ a kis ceremónia megtörténtét.

### Hold körüli tevékenység

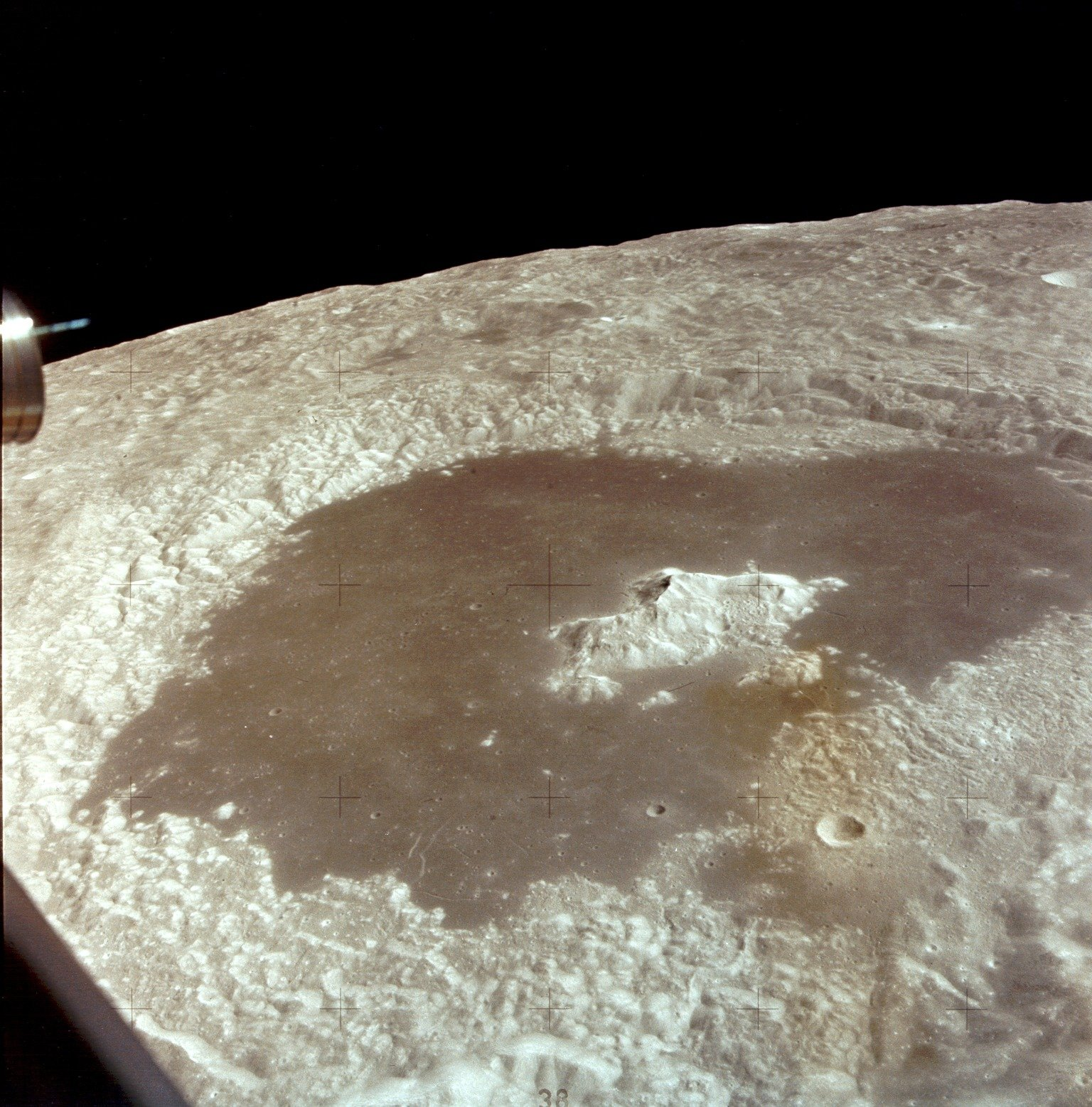
A Ciolkovszkij-kráter, a Hold túloldalának egyetlen mare medencéje Al Worden felvételén

A NASA korai terveiben szerepelt egy „I-típusú repülés” is, amely az Apollo–8 expedícióhoz hasonlóan csak a Hold körüli pályán való keringésre küldött volna űrhajót, globális megfigyelésekre. Ám később az ügynökség lemondott erről, viszont a tervezett feladatokat J típusú küldetések idejére újra elővették, felismerve, hogy a három napig a felszínen tartózkodó társaikra váró parancsnokiegység-pilóták ideális jelöltek egy egyszemélyes I típusú repülésre. A NASA tehát elővette a műszerek terveit is, és az Apollo–15 lett az első olyan űrhajó, amelynek műszaki egységbe beépített egy műszeregységet. A SIM jelű műszeregység főműszerei elsősorban fényképezőgépek voltak, amelyekkel térképezést végzett a parancsnoki modul pilótája. A térképezést lézer magasságmérővel egészítették ki, amellyel a holdgömb domborzatát tapogatták le, így a mérések végén háromdimenziós domborzati modell állt rendelkezésre.
A domborzat mellett kíváncsiak voltak a kőzetek összetételére, tulajdonságaira is, globális méretekben, ehhez gamma sugár spektrométert és tömegspektrométert használtak. Ezek segítségével a holdtérképen meg tudták jelölni az egyes ásványok, elemek előfordulását és eloszlását.
A megfigyelések hatékonyságát nagyban befolyásolta, hogy az űrhajó pályasíkja csak 26 fokot zárt be a holdi egyenlítővel így csak a holdfelszín kis részét fedte le a mérések tartománya. Al Worden, a parancsnoki modul pilótája lelkesen végezte a megfigyeléseket – amelyek módszereit Farouk el-Baaz geológus segítségével kísérletezték ki –, sokszor az alvási, pihenési idő rovására is. Ennek eredményeként soha nem látott mennyiségű fénykép gyűlt össze.
A parancsnoki pilóta hagyományos feladata volt a holdkomp helyzetének felderítése a felszínen. Egy 28-szoros nagyítású szextánst használva Worden más, a Scotték leszállását követő első átrepülés során meghatározta társai pontos helyzetét. Ez később nagyon értékesnek bizonyult az irányítás számára, hogy a holdkomp pontos helyzete alapján optimalizálják a holdséták útvonalait és állomásait.
A SIM rekeszben egy kis műhold, egy ún. szubszatellit is helyet kapott, amelyet az Apollo–15 hazatérte utáni, további megfigyelésekre szántak. Miután Scott és Irwin visszatértek a holdfelszínről, pályára állították ezt a kisebb holdszondát a Hold körül. A parancsnok és a holdkomppilóta visszatérte után az Apollo–15 nem indult azonnal vissza a Földre, nagyjából egy napot töltöttek még hármasban Hold körüli pályán, és ekkor már közösen végeztek megfigyeléseket és működtették a megfigyelő műszereket.

### Holdi felszállás és hazaút

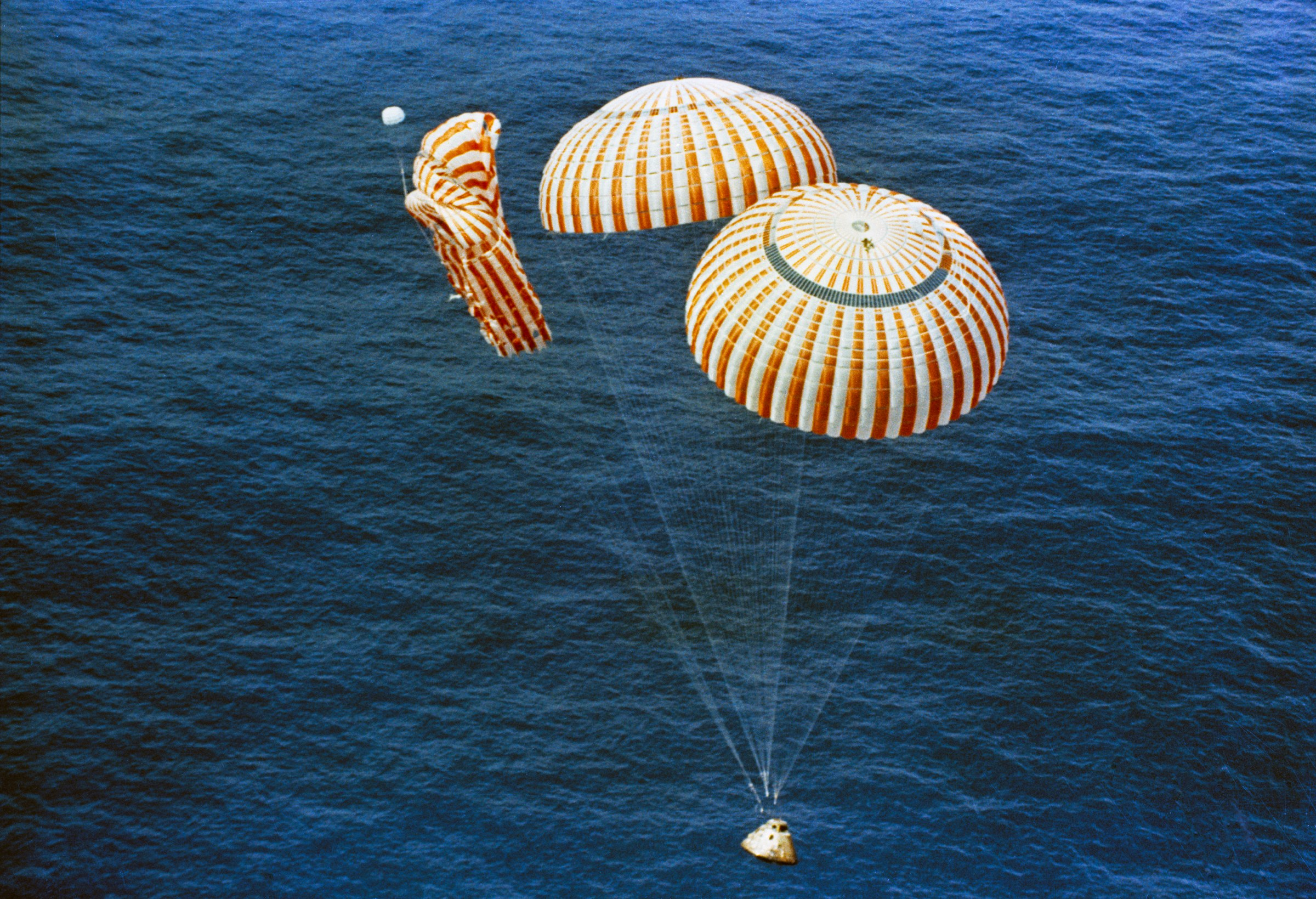
Az Apollo–15 leszállása a sérült ejtőernyőrendszerrel

A holdi felszállásra 1971. augusztus 2-án, délután 17:11:43-kor (UTC) került sor. A tervekben az szerepelt, hogy a távolabb parkolt Rover kamerájával első ízben közvetítik a holdi startot. Ám a kamera függőleges vezérlése elromlott, így nem lehetett követni a képpel az égre lendülő felszállófokozatot, csak a start pillanatát és az azt követő néhány másodpercet sikerült rögzíteni. A start során Worden követett el egy kisebb hibát: a parancsnoki modul pilótája, utalva arra, hogy a legénység minden tagja a U.S Air Force tisztje, le akarta játszani a fegyvernem „himnuszának” számító „Wild Blue Yonder” című zeneszámot, ám ezt szerencsétlen módon éppen a felszállás pillanatával egy időben tette, lehetetlenné téve a kommunikációt a holdkomp és az irányítás között.
A Falcon és az Endeavour dokkolása mintaszerűen történt a holdi felszállás után, majd az űrhajósok átrakodták a rekordot jelentő 77,31 kg-nyi holdkőzetet, és újra leválasztották a holdkompot. A készleteitől megszabadított, utasai által elhagyott holdkomp feleslegessé vált, de becsapódtatásával mesterséges holdrengést lehetett előidézni, amit a felszínen hagyott szeizmométereknek kellett érzékelniük, ezért a földi irányítás távirányítással beindította a holdkomp hajtóművét, és az üzemanyagmaradék felhasználásával a holdfelszínnel ütköző pályára vezényelte az űrhajót. A Falcon felszállófokozata nagyon hamar, még az űrhajósok Hold körüli pályán való keringése ideje alatt a felszínbe csapódott a Mare Imbriumon.
A holdra szállás utolsó harmadában (főként a holdi felszállás, a dokkolás és a Hold körüli keringés idején) komoly egészségügyi problémák jelentkeztek az űrhajósoknál. Mire az űrhajósok elvégezték a dokkolás utáni utolsó dolgukat is, több mint 20 órája voltak már fenn és nagyon elfáradtak (különösen úgy, hogy az utolsó holdsétájuk rendkívüli erőfeszítéseket is igényelt a mélymintavevő kapcsán). A fáradtság és a megerőltető munka nyomán mind Scottnak, mind Irwinnek szívproblémai támadtak. Irwiné olyan súlyos volt, hogy a szíve maradandó károsodásokat szenvedett, később két infarktuson is átesett, végül szívbetegségben halt meg 61 évesen. Az elemzések azt derítették ki az üggyel kapcsolatban, hogy az űrhajósok szervezetében jelen lévő elektrolitok vészesen lecsökkentek, ez okozta a szívproblémákat. A későbbi utakon a NASA bevezette, hogy az űrhajósok ivótartályába nyomelemekkel dúsított narancslét adagolt, így a holdséták során végig biztosított volt az utánpótlás. Ezen kívül át kellett szervezni a tevékenységek sorrendjét, és a holdi felszállás elé be kellett iktatni egy teljes alvási periódust.
A hazaút során a parancsnoki modul pilótája, Al Worden egy önálló űrsétán vett részt, amelynek keretében a SIM egység által gyűjtött adatokat tartalmazó adathordozókat hozta be a műszaki egységből a parancsnoki kabinba. A SIM rekesznek az űrhajó műszaki egységébe integrálásának egyetlen hátránya az volt, hogy a mérési eredmények nem voltak közvetlenül elérhetők. A méréseket rögzítő adathordozókért hátra kellett menni egy űrséta során, ezt a feladatot a mindenkori parancsnoki pilóta kapta. Worden 30 perc alatt teljesítette a holdközi térségben végzett első űrsétát. Ehhez a parancsnok holdfelszíni űrsétasisakját magára öltve, köldökzsinórral a kabinhoz kötve, az űrhajó oldalára szerelt kapaszkodók mentén hátrament a SIM-hez, és begyűjtötte az adathordozókat. A holdkomppilóta ezalatt a parancsnoki kabin ajtajában állva, mellig, derékig kiemelkedve a kabinból, felügyelte és a köldökzsinór mozgatásával segítette társa munkáját.
A leszállás a 13. napon, a Csendes-óceánra történt a é. sz. 26° 24′ 00″, ny. h. 158° 04′ 30″26.400000°N 158.075000°W koordinátákon, amelynek során az Apollo-program során először sérült ejtőernyőrendszerrel került sor a landolásra. A három főernyőből álló rendszert eredetileg is úgy tervezték, hogy két ernyővel is biztonságosan mentse az űrhajót – a harmadik kupola biztonsági tartalék volt –, és ezúttal ezt a tervezési elvet is kényszerűen letesztelték. A harmadik ernyő kötélzete összegabalyodott a kihúzó ernyővel, de szerencsére így is sikerült a leszállás, mindössze a leérkezés volt egy kicsit keményebb, de még a tolerálható mértéken belül.

## Repülési adatok
- Tömeg:
  - Start tömeg: 2 921 005 kg
  - Űrhajó teljes tömege: 46 782 kg
    - Parancsnoki Modul tömege: 30 354 kg (CM modul: 5840 kg, SM modul: 24 514 kg)
    - Holdkomp tömege: 16 428 kg, (felszállási tömeg: 4971 kg, leszállási tömeg: 11 457 kg)
- Föld körüli keringések: 1,5
- Hold körüli keringések: 74
- Földközel: 169,5 km
- Földtávol: 171,3 km
- Pályahajlás: 29,679°
- Keringési idő: 87,84 perc
- Holdközel: 107,4 km
- Holdtávol: 314,8 km
- Pályahajlás: 154°
- Keringési idő: 119 perc
- Landolás: 26,13222° N – 3,63386° E más formában írva:
 26° 7' 56" N – 3° 38' 2" E

### Hold Modul – Parancsnoki modul kapcsolódása
- Szétválás: 1971. július 30., 18:13:16 UTC
- Dokkolás: 1971. augusztus 2., 19:10:25 UTC

### Holdséták
- Scott – Stand up EVA – A holdkomp felső nyílásában állva
  - Stand Up EVA kezdete: 1971. július 31., 00:16:49 UTC
  - Stand Up EVA vége: július 31., 00:49:56 UTC
  - Időtartam: 33 perc 07 másodperc
- Scott és Irwin – EVA 1
  - EVA 1 kezdete: 1971. július 31., 13:12:17 UTC
  - EVA 1 vége: július 31., 19:45:59 UTC
  - Időtartam: 6 óra 32 perc 42 másodperc
- Scott és Irwin – EVA 2
  - EVA 2 kezdete: 1971. augusztus 1., 11:48:48 UTC
  - EVA 2 vége: augusztus 1., 19:01:02 UTC
  - Időtartam: 7 óra 12 perc 14 másodperc
- Scott és Irwin – EVA 3
  - EVA 3 kezdete: 1971., augusztus 2., 08:52:14 UTC
  - EVA 3 vége: augusztus 2., 13:42:04 UTC
  - Időtartam: 4 óra 49 perc 50 másodperc
- Worden  – Transearth EVA 4
  - EVA 4 kezdete: 1971. augusztus 5., 15:31:12 UTC
  - EVA 4 vége: augusztus 5., 16:10:19 UTC
  - Időtartam: 39 perc 07 másodperc

### Magyarul
- ↑ Dancsó 2004:  Dancsó Béla. Holdséta. Novella Kiadó [2004]. ISBN 9789639442245

### Angolul
- ↑ Compton 1989 12:  12 – Apollo Assumes Its Final Form: 1970-1971, In: William David Compton. Where No Man Has Gone Before: A History Of Apollo Lunar Exploration Missions, The NASA History Series (angol nyelven). NASA, 201–223. o.. NASA SP-4214 (1989)
- ↑ Compton 1989 13:  13 – Lunar Exploration Concluded, In: William David Compton. Where No Man Has Gone Before: A History Of Apollo Lunar Exploration Missions, The NASA History Series (angol nyelven). NASA, 224–254. o.. NASA SP-4214 (1989)
- Andrew Chaikin: A Man on the Moon, Time-Life Books, Alexandria (Virginia), 1999, ISBN 0783556756
- Hamish Lindsay: Tracking Apollo to the Moon, Springer Verlag, London, 2001, ISBN 1852332123

- Lunar Surface Journal - Apollo 15
- Astronautix - Apollo 15
- Lunar and Planetary Institute - Apollo 15